# 變態 (色情用語)
變態（日语：／）是一個從日語中直接借用过来的用詞，通常是指带有色情或者是情色內容的動畫和漫畫，有時候也可以用来總稱与之相似的動畫、漫畫以及遊戲的內容（特別是出自日本的）。不少來自歐美國家的御宅族也會使用“变态”來指含有色情含義的日本動漫風格商品。變態其發展與日本自身的美學與人類的性歷史以及文化發展有所關係，同時也影響到不少相關法律條文的制定，甚至還跟日本經濟的成長有一定程度上的關聯。在西方世界國家中，大多是將「變態」翻譯成為「Hentaiⓘ」或其他相近發音的詞語，不過日本本身也有許多類似意思的詞語。例如另一個同樣指色情內容或者性行為、但語氣較為委婉的，則多會直接翻譯成「H」或者是。「H」與「變態」相比，其所指的動漫作品稍微減少了對非正常性向之色情文化的注重，但所指的動畫或漫畫作品仍然會帶有大量的色情暗示，並藉由人物的對話或者情境的表達加以呈現。
「變態」一詞為中文固有詞，在中文和日文原都有生物學上的變態的意思；在日本是由「變」（「變異」以及「怪異」等義）和「態」（「狀態」以及「樣貌」等義）兩個漢字所混合而成，而這一詞語同時也是將「變態性慾」（変態性欲）加以縮寫而成的字詞。在日本俚語之中，「變態」是一個同時含有「色狼」以及「怪胎」等等充滿負面意義的汙辱性詞語，因此絕大多數日本人並不會直接將「變態」拿來形容日本色情業；而較常見的「變態」用法則多是拿來形容人們所進行的色情行為，以及與其相關的動漫產品等。此外變態也常會跟另一個詞彙「十八禁」有所關聯，後者就其字面意思是指「尚未十八歲者禁止」之意，這一字眼常會用於具有情色內容的成人漫畫以及成人動畫之中。另一方面一些成人影片則是使用「AV」一詞，不過該字則是來自於英文「成人影片」（Adult Video）的縮寫。
絕大多數變態商品都是以動漫畫的形式呈現，也就是以所謂卡通色情為基礎而創作的漫畫、動畫以及電子遊戲。他們通常都擁有以下的特點：平庸的劇情但多樣的虛構角色設計、以動畫或圖形創作的角色往往仍帶有些許孩子氣，且以這些角色為主角而呈現出各式各樣具有高度想像力的性變態劇情，特別是那些以強姦或其他性暴力等禁忌元素為場景內容的作品十分常見。關於變態情節的產品，其故事內容可以十分簡單明瞭，也可以將背景設定成十分的多樣複雜。但隨著政府容許作者在創作時作品內容得以自由發展，也開始有些作品類型在接受價值觀的檢驗時，陸陸續續有人提出是否觸犯相關法律的疑慮；其中包括蘿莉控類型的作品便被懷疑是兒童色情的一種，也出現作品中的暴力行為是否會對現實生活以及觀看者產生影響等種種的質疑。由於絕大多數的變態動畫不能直接提供給一般家庭觀賞，所以這些成人商品便不能以電視作為媒介來播出，而必須改以OVA的方式作為主要的獲益手段。此外變態除了當作成人漫畫與動畫的情節之外，亦會拿來形容同樣具有色情內容的日本成人遊戲，以及業餘創作者自己創作並出版的同人誌之中。而除了發源地日本之外，變態產品已藉由網際網路這一媒介陸續將漫畫與動畫作品傳播至世界各國，而形成一種獨特的流行文化。

## 詞源
尽管到了今日，除了日本地區之外許多西方國家大多是將「變態」（Hentai）一詞作為色情漫畫以及色情動畫的代名詞，然而日本國內對該詞語意義的使用上並非如此。「變態」一詞在日本是由兩個日本漢字「變」（「變異」以及「怪異」等義）和「態」（「狀態」、「行為」以及「樣貌」等義）所混合而成，就字面上的意思便是指「變態」或者是「異常」。一直到19世紀末期以前，「變態」並無直接或間接涉及到有關性行為的內容。但到了1894年時，日本的編譯工作者在翻譯理察·克拉夫特·埃賓的《性精神病態》一書時，首次將文章所指的性偏差行為翻譯為「變態性慾」（変態性欲），而將其加以縮寫而成的字詞即為「變態」。然而儘管原本只是為了醫學知識所引進使用的翻譯術語，在戰後卻被媒體以「變態性慾」這一含意加以推廣。
今日許多來自西方文化的御宅族大多直接將「變態」一詞，視為較長字詞「變態性慾」的縮寫，並且將其當作外來語翻譯成為單字「Hentai」，或者其他相近發音的詞語使用。但在日本社會之中，大多是將「變態」作為任何有關性變態事物的指稱。這一詞語同時也含有著負面的意義，可以拿來形容人們所做出的色情行為，或者是內容色情並淫穢的產品，不過這通常只有在處於極端的情況上才會使用。而在日本俚語之中，「變態」是一種同時擁有「色狼」以及「怪胎」等等充滿侮辱意思的詞語，此外絕大多數的日本人並不會將「變態」拿來形容日本色情業。另外變態也常會跟另一個詞彙「十八禁」（18禁）有所關聯，其字面意思便是指「未滿十八歲者禁止」，而同樣意思的字詞還有「成人」（成人），這兩個字眼常會用於具有情色內容劇情的成人漫畫（成人漫画）以及成人動畫（エロアニメ）上。而一些成人影片則是使用「AV」一詞，不過該字詞則是源自英文「成人影片」（Adult Video）的縮寫。而在其他國家的使用上，「變態」則往往延伸成可以形容絕大部分性行為的單字。
源自於「變態」的「H」，則多作為其的同義詞使用。在日文之中將「H」寫為，而發音則同於英文字母的「H」，而這也同時是「變態」改用羅馬拼音寫成「Hentai」後其第一個英文字母。第二次世界大戰結束之後，「變態」一詞開始在日本社會中被傳播開來，連帶著讓以英文表示的「Hentai」也大量出現。到了1960年代以後，則演進成直接以字首縮寫「H」取代了「Hentai」的完整用法。不過在這取代的過程之中，「H」與「變態」之間字詞的內容也開始有所差異。其中「H」在日本可以用來泛指任何與性行為有關的事物內容，甚至是那些軟調色情的作品亦可以使用，因此也有「H漫畫」這一說法來形容那些帶有性交場景的漫畫。然而「H」與「變態」並非完全代換字詞的關係，在一些時候兩者並不能相互取代各自的形容用法。

## 歷史
日本色情漫畫和動畫變態情節的出現與發展，主要是因為日本文化本身特殊的美學以及人類性學之歷史發展有關。在這之中創作者不斷發想出新的構思來呈現這一文化，並不斷迎合市場的需求進行創作。在第二次世界大戰後期到今日之間，日本漫畫與動畫這一類型的新興媒體迅速出現且發展，並在日本地區快速流行了起來。在1970年代開始隨著漫畫更加商業化發展的同時，早先視為目標觀眾的客戶群也漸漸成年，這使得另一種以成人為主要消費者的動漫產品陸續推出。為了要吸引這些成人客戶群的閱讀，許多漫畫家紛紛在自己動漫畫的內容上添加有關色情或者是血腥的場景。這種情況直到日本政府於1990年代時，對於生殖系統的插畫描寫限制越趨嚴格以後，許多具有變態成分或者是色情內容的作品被迫接受審查制度的審核，同時原先對於性愛的描寫也更加趨近保守，甚至僅僅是以象徵的手法稍微帶過。這包括有以鮮花或貝殼來象徵女性的陰道，而以蛇、水果或者是蔬菜來象徵男性的陰莖等。而有些則是利用畫面呈現的手法來掩飾，例如以日式綁縛的方式來隱藏住生殖器的出現。

### 早期藝術創作

#### 情色小說插圖
大多數的研究人員認定最早的色情漫畫以及動畫的起源，早在江戶時代（1603年到1867年）開始便有出現類似的概念。雖然無法確定這一時期的色情作品造成當時多大的影響，但是可以確信在當時許多插畫家都有從事類似的情色藝術創作，甚至成為一種風潮。在江戶時代的許多色情小說作品中，也往往便會附上這一類型成人圖像以供當時民眾娛樂。而這類簡易的單張色情故事插畫，也往往會在一旁空白處加上簡短的附註來講解內容的發展。

#### 春畫的出現
另一種新興的色情藝術，則是出現在原本以描寫藝妓以及著名歌舞伎為主的版畫藝術─浮世繪之上，這類具有情色內容、以性愛和裸體為主題的浮世繪又被稱作「春畫」。春畫本身對於各式性描寫並不會特別迴避，同時往往也會強調人物生殖器官的圖像；而出現於春畫之中的角色，從男性、女性、妖怪、惡鬼甚至是動物等都有可能出現。但在春畫之中的人物往往不會完全赤裸，相反的絕大多數都會描繪成穿著寬鬆和服的模樣，主要是因為這種畫法往往更能進一步引起觀眾的性興奮。春畫的出現很快便因為其插畫的故事劇情以及呈現方式，於18世紀到19世紀之間大受歡迎，而著名的畫家所創作出的春畫作品也往往價格十分高昂。但儘管春畫的情色內容往往令人十分感到難為情，絕大多數的春畫仍是標榜提供給新婚夫婦針對性愛一事作為參考使用，或者是協助閱讀者自慰使用。此外在江戶時代，人們也常常將春畫作為結婚賀品贈送給新婚夫婦，以在兩人度蜜月時得以作為參考使用。
但到了明治維新（1868年）以後，日本政府嘗試將自己的文化加以現代化發展，因此這些裸體畫便被視為妨礙民眾道德進展的原因所在，爾後春畫的販賣便被日本政府列為違法事項之一。然而儘管法令已明確禁止春畫的販售，然而在民間仍會私底下進行交易行為，而春畫的出現也的確對現代日本色情產品在視覺呈現以及主題方面帶來了一定的影響。不過今日變態產品的出現與發展，仍一直要等到1970年代開始才有快速的進展。

### 變態一詞的崛起

#### 成人動畫
早在1932年時，便有木村白山等動畫導演試圖推出擁有變態情節的成人動畫；但是礙於成人動畫在劇情故事方面的問題，使得製作工程進行到了一半便停止了。第二次世界大戰結束後，現代變態作品以色情產品的名義繼續創作與出版。到了1960年代末期，這類型結合了變態情節的動畫作品才開始漸漸被大眾接受了起來。當時由手塚治虫以及其領導的蟲製作在面臨經濟危機的情況下，為了解決財務問題以及促進動漫畫產業的發展決定大膽將客戶群延伸至成人群眾，並將民間文學《一千零一夜》改編且於1969年製作推出了天方夜谭（日语：千夜一夜物語）三部曲系列，這也成為第一部擁有成人情色內容的動畫作品。之後還陸續於1970年推出了《埃及豔后》，於1973年則推出了《哀傷的Belladonna》；最後全盛時期的蟲製作公司其轄下的員工便有60,000名之譜，而其平均一部動畫電影的創作則約需花費1年半的時間。
雖然說手塚治虫本身對於這類動畫並無特別的支持，許多動畫製作公司也開始製做這類型的動畫。例如在蟲製作公司推出《天方夜譚》的同一年，便有其他公司陸續製做類似題材的成人動畫電影。同時這一時期的成人動畫也不斷嘗試新的呈現方式，例如浮世繪風格等等。不過由於動畫內容的問題，使得這些成人影片必須經過一定程度上的修改，才得以在一般劇院中播放。但之後由於絕大多數觀眾普遍認為動畫應該是只能適合兒童觀賞，而不能作為一部成人影片於劇院內播放；在大眾輿論的壓力之下，這類成人電影動畫便不再於電影院內播放。

#### 成人漫畫
1968年，集英社開始準備推出新的漫畫週刊《週刊少年Jump》。其中在集英社的計劃之中，《週刊少年Jump》將會與同一時期、同樣以連載少年漫畫為主的漫畫雜誌展開競爭，這包括有講談社出版的《週刊少年Magazine》以及小學館出版的《週刊少年Sunday》等等。不過在喜劇漫畫《破廉恥學園》等著名作品陸續連載之後，成功為《週刊少年Jump》獲得了一定的知名度。而隨著漫畫雜誌的不斷流通與發行，甚至讓《週刊少年Jump》在短期之內便獲得了近100萬本以上的發行銷售量。其中《破廉恥學園》的故事劇情發生於一所虛構的學校內，描述著學校中的學生以及男老師試圖偷看女學生的半裸體或者是內褲而發生的種種故事。
儘管以現今的標準來審視1969年推出的《破廉恥學園》會覺得內容尚可以接受，然而在當時這部作品遭到學校教師、婦女協會和家長委員會的嚴厲批評。反對人士除了指出作品的內容十分庸俗，且過份描寫了有關青少年對於性的好奇以及不法行為，也陸續出現了可能會有學生模仿的疑慮。許多抗議行動紛紛於日本社會出現，甚至還有家長公開焚燒《破廉恥學園》以示不滿。然而作為《破廉恥學園》創作者的永井豪仍然於各大漫畫雜誌上發表色情漫畫的連載，包括於1974年在《週刊少年Jump》所發表的《月光假面》（けっこう仮面）等等作品。到了今日，永井豪被認為是影響日本以及世界對於漫畫觀感的重要人物之一。同時永井豪的作品也成了首先將「H」加入漫畫的先鋒，也就是在作品之中開始出現些微性愛場面的暗示，或者是加入一部分的有關性主題的幽默題材。
而到了1970年時，日本社會也出現了第一本以描寫同性戀愛情為主的漫畫；不過早期無論是百合或者是Yaoi這類型的漫畫，都往往不會有十分濃厚的色情成分。同時這一時期的以同性戀為題材的作品大多是出現在同人誌上，而內容往往是由粉絲或者是業餘漫畫家依照既有的漫畫內容所畫出。

#### 另類漫畫
1964年在長井勝一的主導之下為另類漫畫推出了《GARO》雜誌，並在1970年代成為情色劇畫（劇画）另一個發表的管道。這一時期日本的漫畫產業蓬勃發展著，這使得堅持走另一種風格的《GARO》顯得十分的特別且異類。許多創作家陸陸續續在《GARO》上發表了十分前衛的獵奇風格漫畫作品，而這也成功吸引了一批群眾購買觀看。到了1971年時，受到許多高校學生歡迎的《GARO》達到70萬本的銷售量。不過由於政府仍然對於該雜誌內的作品有所審查，使得雜誌中並不會出現非常明確的性愛場面、極端的血腥暴力場景或者是各種性慾倒錯的劇情，這一時期著名的另類漫畫家包括有極力推廣「恐怖色情」的前田俊夫，以及推出知名作品《女犯坊》的福島政美等人。不過成人漫畫發展到1980年代時，例如評論家弗雷德里克·肖特等人便發覺日本變態故事越趨「蘿莉控情節」，越來越多擁有明確性愛場景的漫畫其女性角色平均年齡只有8到12歲左右。

### 1980年代

#### 動、漫畫的黃金時代

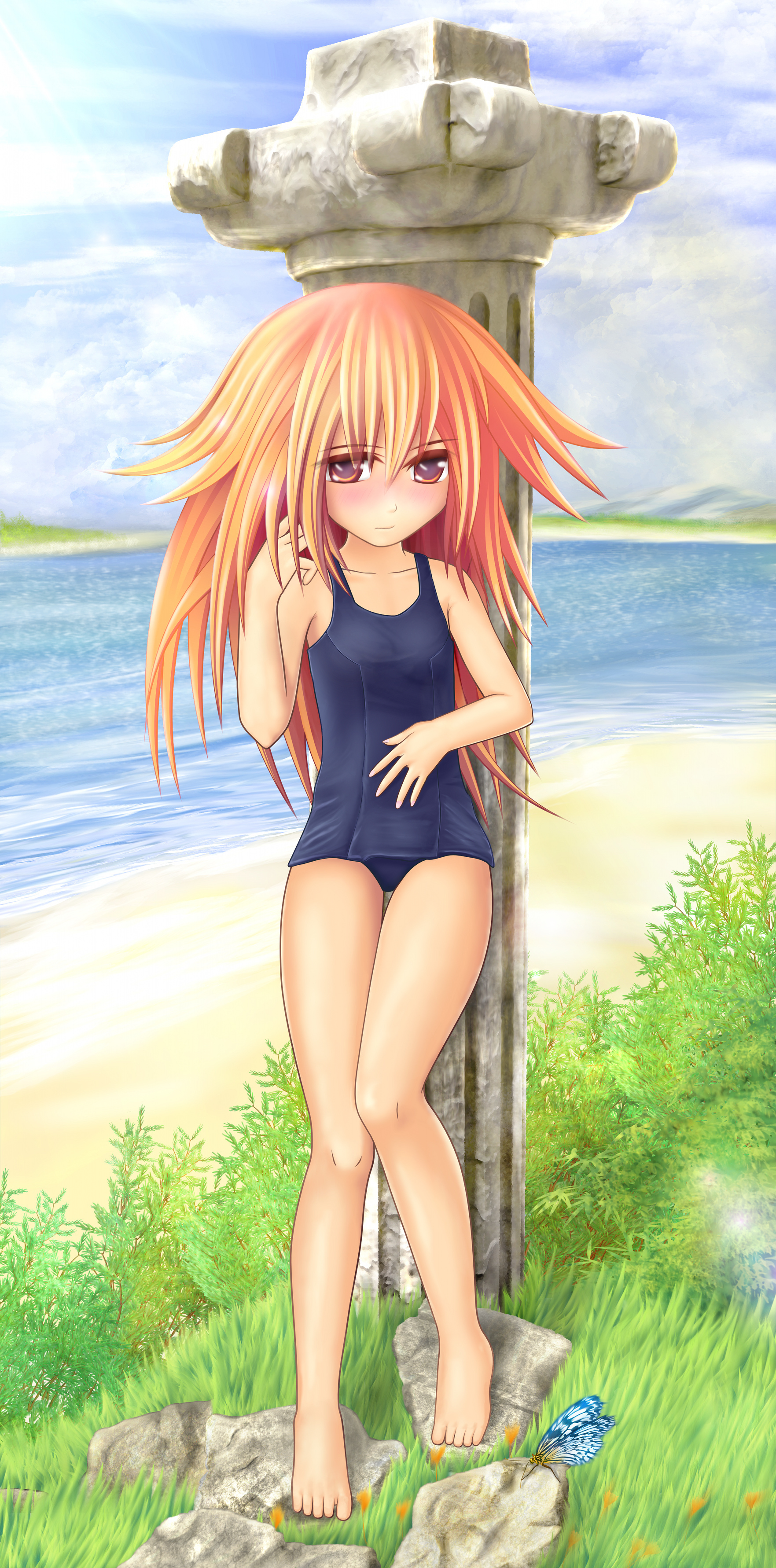
一名蘿莉穿著校園泳裝（漫画）。

1980年代又被稱作「動漫的黃金時代」，早先因無法於電影院播放而漸漸沒落的情色動畫，隨著1980年代錄影機以及鐳射影碟的出現再次回到成人市場；並在以手繪製作為主的成人動漫商品之中，成人影片所開創的市場逐漸占有一席地位。1984年時，有兩部動畫作品成為第一種以OVA形式來呈現的成人動畫，這兩部經典的作品分別是《Lolita Anime》以及《奶霜檸檬》；其中《奶霜檸檬》在1980年代時成了大受討論的成人動畫，而之後也有許多漫畫和動畫作品模仿這兩部作品的型式而陸續推出。這些作品為了能夠應付內容的檢查，往往會將包括陰毛的露出等畫面進行修飾或掩蓋處理。這時期的成人動漫畫大多是由擁有各個獨立劇情、但多為同一角色出現的作品內容，而製作者便將這些段落合併而推出一系列的作品，而這些作品之中的唯一共同點在於都至少有一幕性愛場景。這時期除了一般正常的性愛劇情外，對於比較不受正視的女同性戀以及施虐與受虐故事都陸陸續續出現。在《奶霜檸檬》推出大受歡迎之後，曾參與製作的平野俊貴以及北久保弘之於之後分別推出了《戰鬥!!伊庫薩1》以及《血戰：最後的吸血鬼》等作品。
繼《奶霜檸檬》之後，變態動漫畫發展的另一個重要事件是前田俊夫於1986年推出了漫畫作品《超神傳說》，這為當時的動漫市場帶來了巨大的震撼。除了因為作品之中出現了直接且殘忍的畫面外，其故事劇情中出現的巨大「觸手」強姦女童的畫面也讓許多讀者感到震驚，這也讓許多人將觸手也列為變態劇情的一種類型。1987年時《超神傳說》也開始推出動畫版本，與相同時期所推出的同品質動畫相比，《超神傳說》除了擁有獨特的故事劇情外，其巧妙融入神秘學的概念也吸引了不少觀眾；此外隨著海外版本的傳播，許多在美國和歐洲的觀眾也深受其影響。前田俊夫在之後解釋說到之所以發明包括淫獸以及觸手等設定，是為了應對日本法律中禁止男性生殖器出現在性愛場景的規定，並指出反例說像自己所創造的虛構邪靈就沒有陰莖的存在。前田俊夫影響了許多於1980年代推出的作品，包括1986年出現的《莉安傳說》等等，以及1987年出現的《Battle Can Can》等作品，另外也有越來越多的成人動畫開始出現觸手的要素。

#### 日本蘿莉控的熱潮
自1980年開始另一個席捲日本的便是「蘿莉控風潮」，許多成人漫畫因為加入了蘿莉外表的角色而大受歡迎。在當時許多漫畫家將這些於色情內容中演出的角色，塑造成穿著學生服、手上拿著絨毛玩具的年輕女學生。不同於經驗豐富或者是做作女子，這類表現出清純無辜一面的少女更受到讀者的歡迎。此外動畫《Lolita Anime》以及《奶霜檸檬》的出現，也成功助長了這類風潮的流行。其中1984年《Lolita Anime》推出了漫畫版本，由擅長畫出蘿莉風格角色的内山亞紀負責作畫繪製。伴隨著這一熱潮，專門連載這類型漫畫的雜誌《檸檬人》於1981年出刊，該本漫畫雜誌不斷推廣這類有關幼童類型的「可愛」成人漫畫文化。同時這一創作也避開了不得露出陰毛的審查限制，原因在於青少年年紀的女孩們並無如此成熟，這讓許多蘿莉類型的變態故事得以快速發展。
在這之中又以内山亞紀個人事業的發展最為突出，以蘿莉風格為主的他於《週刊少年Champion》雜誌上推出了許多作品，甚至有出現尚在使用尿片的孩童與他人性愛的劇情。到了1980年代末期開始，這類作品的風格越趨大膽，包括《俏妞老師》以及《ANGEL》都是在這一時期作為青少年暨兒童讀物推出，且能夠自由出版並在各家書店之中銷售。

#### 其他類型
到了1980年代時，另一種專門以成年女性為主要客戶發售的成人漫畫新類型出現，也就是所謂的「女性漫畫」。這類型漫畫在雜誌出版方面，例如祥传社所推出的《FEEL YOUNG》在內容上便保留有大量的情色內容以提供給成年觀眾。其中女性漫畫在這一時期的性描寫十分自由與開放，不過到了1990年代初期開始風格則漸漸趨近保守，到了今日許多女性漫畫也取消了有關色情的內容。同一時間與蘿莉類似性質的正太類型也跟著出現，同樣是以年紀尚輕的少年或男孩為主角所作出相關的性描寫。正太風潮出現的來源並無一定定論，例如心理學家齋藤環便認為正太的流行是源自於早先的Yaoi作品。同一時期有關Yaoi以及百合的成人動漫也越來越風靡於市場之中，這類型的商品多是由創作者對於著名作品的自行演繹或者再加詮釋，例如將原本故事內容中具有友好關係的男性角色描繪成彼此吸引的同性戀關係。特別是在當時受到許多粉絲歡迎的《足球小將》與《聖鬥士星矢》等作品，便因為其劇情中擁有大量個性鮮明的男性角色而成為主流的同人作品題材。不過有關百合的性愛內容，則一直到1990年代才開始出現。

### 近代發展

#### 1990年代

##### 審查問題
到了1990年代初，對於變態內容作品的審查其嚴格程度到了最高點。面對這類色情產品可以隨意傳播，要求「保護兒童免於受到漫畫影響」的呼聲陸續出現。例如一名在「有害漫畫騷動」中擔任發起者的人士便對書店販賣這類商品提出了批評：「（漫畫）透過有漂亮圖片的封面來吸引兒童購買閱讀，然而實際上內容上卻是充滿了色情內容……這種書籍根本不應該讓孩童能夠持有。」1990年9月，《朝日新聞》報導指出，東京都政府將部分漫畫列為禁止傳閱的商品，其中有一半多是因具色情內容所導致。
此外在1988年到1989年時，日本社會爆發了連環殺人案件「宮崎勤事件」，其中犯人宮崎勤便被當時媒體指稱是一名蘿莉控的漫畫迷。在他遭到逮捕後，警方於他的公寓房間中搜出數套蘿莉暨獵奇系列的動畫電影，這使得人們對於擁有性愛場景的動漫產品是否會引起人的幻想，甚至進而導致犯罪發生一事抱持著懷疑。這風波與相關爭議一直到1990年代中期才開始漸漸消失，不過這時許多漫畫出版社開始對要連載於自家漫畫雜誌的內容進行更加嚴格的自主審查，這類型的成人產品在銷售前也被規定要附上警告標語，同時政府對於新興十八禁漫畫雜誌的出版也有所禁止。不過与此同时，過去對於動漫角色有關陰毛的出現以及其他視覺呈現的禁令紛紛在1990年代初期廢止，也意味著這一時期動漫畫的呈現得以更加多元且直接，不過仍然要接受倫理審核的規範。

##### 日本動漫畫界
此時期的日本對於蘿莉的風潮漸減，取而代之的則是「扶他那裡」作品的流行。在1990年代初期，唯登詩樹陸續推出著名的《Wingding Party》（ウィンディングパーティー）、《Junction》（ジャンクション）以及《HOT JUNCTION》（ホットジャンクション）等作品開創了扶他那裡題材的風潮，之後包括小豆紅、完顏阿骨打、末广升等作者也開始創作這一類主題。另一方面在1990年代至2000年代之間，大量具有變態內容的動漫畫產品陸陸續續推出，例如1991年推出的《精神诊所》、1992年推出的《淫獸學園La☆Blue Girl》、1995年推出的《STAINLESS NIGHT》（ステンレスナイト）、1996年推出的《Parade Parade》（パレード パレード）、1997年推出的《世紀末麗魔傳》（世紀末麗魔伝キメイラ）等作品。
在成人漫畫市場上，1990年代著名的漫畫有《BLUE EYES》以及《櫻花通信》等作品。此時前田俊夫等作者的許多作品也陸續自漫畫改編到動畫上，並紛紛成為了經典之作，包括有《F3》（嘆きの健康優良児）、《Words Worth》（ワーズ・ワース）、《The Rapeman》（THEレイプマン）、《淫獸學園La☆Blue Girl》、《Adventure Kid》（アドベンチャーKID）等作品都陸續動畫化。而到了1995年時，第一部寫實呈現出BDSM故事內容的OVA作品《Cool Devices》（クール・ディバイシスシリーズ）出現，不過這一主題到了今日仍然算是較為少見的動畫類型。此外動畫市場也漸漸擴展至海外各國，包括1993年的《Rei Rei - Missionary of Love》（美しき性の伝道師麗々）、1994年的《粉紅之龍》（ドラゴンピンク）與《企業戰士》（僕のセクシャルハラスメント）、1995年的《精靈小新娘》（エルフの若奥様）與《淫獸聖戰XX》、1996年的《CANCAN BUNNY》（きゃんきゃんバニーエクストラ）與《Alien from the Darkness》（淫獣エイリアン）、1998年的《MEZZO FORTE》（MEZZO -メゾ-）以及1999年的《A Heat for All Seasons》（KISSより…）等都推廣至海外地區。

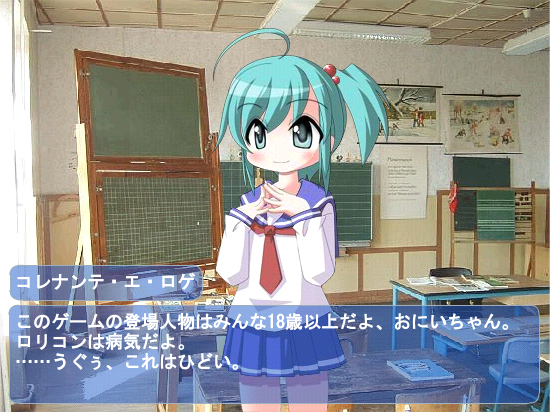
日本成人遊戲中常見的冒險遊戲畫面，由圖中中間人物的「立繪」（立ち絵）、下面的文字框和說出對白的角色名稱、後面的背景組成。

到了1990年代中期，隨著電腦科技的發展使得新興的成人遊戲展露頭角並衝擊到成人色情產業，在這其中又以戀愛遊戲以及視覺小說最為流行。早期的日本成人遊戲強調性愛的場景，絕大多數遊戲中的女主角都只有單一的故事劇情。首次擁有劇情分枝概念的日本成人遊戲，則一直到1992年才由elf工作室所推出的《同級生》中有所斬獲。然而此時在許多的遊戲內容中，大多仍是由玩家操縱的角色與女性角色性交，實際層面的遊戲背景故事並不存在。關於早期所銷售的遊戲對於故事背景內容不甚注重一事，這一情況則一直到第一款擁有變態內容的角色扮演遊戲（Role-playing video game）《Chaos Angels》（カオスエンジェルズ）出現後有所改變，爾後越來越多遊戲製作公司也跟著為自家遊戲加入複雜的故事情節。而到了1991年，首部以於1989年發售的成人遊戲《龍騎士》（ドラゴンナイト）為基礎推出的變態動畫出現。在這後也有越來越多成人遊戲也改編成具變態情節的動畫發行，包括1992年推出的《同級生》、1995年推出的《歡迎來到Pia Carrot!!》與《黑之斷章》等等遊戲。

##### 變態一詞跨入海外

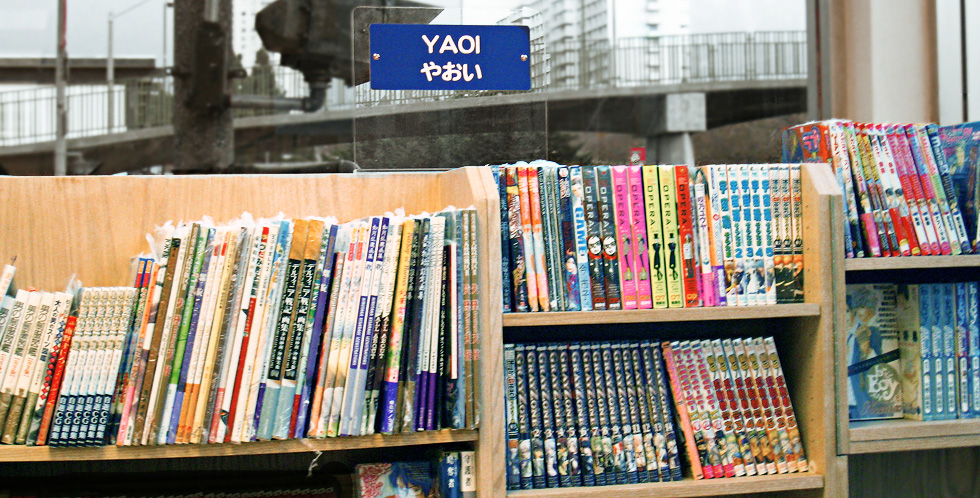
舊金山一家日本書店正在販售有關Yaoi的書籍，攝於2007年11月18日。

早在1980年代末期時，由於傳播科技的進步使得各國文化產品之間的流通加速，也讓包括有關日本動畫以及變態的作品傳到了美國以及歐洲等海外地區，且迅速引起了一股流行的風潮。而為了因應海外國家的有關規定，許多動漫畫在推出海外版本時往往會在內容或圖像上作出一定的修改。此外一些OVA作品由於其本身的有趣的故事情節和人物形象，使得影片成為受到一部分觀眾喜愛的邪典電影。這些動漫作品包括有以特殊生物著名的《淫獸學園La☆Blue Girl》，以及描述年輕孤兒殺手故事的《A KITE》；雖然這些動畫作品在推出美國發售版本時都已將色情場面刪除，但是這些動畫還是在海外觀眾之中獲得了一定名氣與好評。同時在網際網路上也陸陸續續出現許多相關類型的網站，以供網路瀏覽者討論或者分享資訊。另一方面，在1990年代初期Protoculture於自家動漫雜誌之中首次加入了色情動畫的快照以及數張少女洗澡的圖像，成了第一個在海外刊物上出現的變態圖像。在1994年到1995年間內，由昆童虫所創作的成人變態漫畫《Bondage Fairies》（ボンデージフェアリーズ）首次於海外進行連載，之後也有幾部情色漫畫陸續在海外的雜誌上刊載發表。

#### 2000年代
隨著將消費市場擴展到西方世界，使得對於擁有變態內容的成人產品出現了更廣大的消費族群。以1997年為例，當時一年之中才製作大約7部色情動畫，但到2001年時數量已增加到一年中有96部作品推出。到了今日，絕大多數具變態內容的商品是藉由色情網站（Internet pornography）、網路購物網站以及大型連鎖零售店進行販售而傳播出去。根據動畫新聞網中所收藏的著名作品資料中，總計歷年來便有將近1,174多部著名變態動畫與漫畫推出，其中在2000年到2009年之間所推出的作品便超過700多部。許多成人漫畫也在日本以及海外獲得一定的注目，例如玄鉄絢的《少女派別》、HANISI的《初犬》等作品、如月群真的《Love Selection》與《Giri Giri Sisters》。
今日許多的色情動畫已經無法像過去般能於電視或者是電影院播放，絕大多數的變態動畫都是改以適合家庭或者個人觀賞的OVA格式為主。因此這類型的變態動畫與一般商業走向的動畫電影不同，並不強求於觀眾身上一次獲取大量的利潤，絕大多數的成人動畫僅要求能夠回收當初製作的成本。也因此當前許多色情動畫都是採低預算案的製作方法，並盡可能縮短下一部動畫的推出週期。同時也常常在一個動畫作品尚未完結時，就開始製作下一部的動畫作品，也鮮少對於同一部作品繼續推出續作，在2000年代著名的作品例如2000年的《鬼點睛》（鬼点睛）與《Sex Demon Queen》（ヤーリマクィーン）、2002年的《最終痴漢電車》與《恶魔召姦》（Viper GTS）、2003年的《艷母》（ゑんぼ）、2004年的《Front Innocent》（フロントイノセント）、2005年的《惡戲》（G-spot Express）以及2008年的《花粉少女注意報!》等作品。此外一些成人遊戲也被改編成情色動畫，例如具有強烈戀物成份《夜勤病棟》便被改編成動畫作品，也有像《黑魔術學園》與《DISCIPLINE～The record of a Crusade～》其OVA動畫推出了藍光光碟版本。
今日許多製作廠商將擁有變態內容的成人產品安置於網際網路上，也就是說愛好者可以自直接將檔案付費下載到電腦或行動電話之上。然而同樣在網際網路上，也有那些未經過官方授權就提供下載的非法檔案。許多動畫也會推出系列的畫冊（Art book），藉此賺取額外的資金收入。其他與成人動漫作品相關的商品還包括有漫畫或者是業餘的同人誌，有些動畫製作公司也有可能透過授權的方式來允許子公司將自家動畫以及漫畫到海外市場上銷售。

## 分類
隨著時間的發展，變態之一詞中所提到的色情類型又可以分成許多面向與內容，而每一個類型都有其各自的特點與性開放程度，且這些作品的內容往往可以輕易呈現傳統色情商品所不能呈現的故事要素。由於在變態作品中並不需受到真實世界的物理因素影響，而作品內容往往也不需受到拘束，這使得一些變態作品的創作者會發揮自己的創意並加以呈現。包括現實世界中不可能達成的性交過程、不可能被社會接受的倫理關係，或者是具挑戰社會規範性質的幻想內容都能以動畫以及漫畫作品的形式呈現，而實際呈現的例子就包括有群體性交、強姦、觸手攻擊等等不同的性愛形式。
變態內容從較為正常且常見的殺必死內容，到不正當且非正常的特殊內容都有人喜愛，常見的類型包括有Yaoi、百合、正太控以及蘿莉控等等。不過儘管有這麼多分類，一般來說絕大多數的變態作品仍是以異性戀色情內容為主，在這類作品之中會包括各種型式的性生活內容，例如口交、肛交、群交、自慰、初次性行為、公開場所做愛、愛撫、BDSM、綁縛、窺視等等題材，而一部作品之中常常會有數個戀物情節；作品中出現的角色也從護士、家庭主婦、教師、女學生等等都有，也常會出現女孩在火車或地鐵的車廂內遭到癡漢調戲的內容。廣義的變態則還會包含有BL與GL的同性戀關係，以及正太控與蘿莉控等孩童性關係。但是在這兩種之中BL以及GL多會用各別的專有名詞來指稱，而不會直接使用變態這一字詞，因為傳統上變態仍多是指異性戀之間的情色內容。
儘管變態作品多著重在性愛的呈現上，但是這並不等於變態產品就只單純強調性交的場景，在絕大多數的故事中都會稍加提到事件的背景以及風格的塑造。常見的敘事內容包括有喜劇、神秘、科幻、奇幻、浪漫、魔法少女等等風格，在這之中又以科幻、奇幻以及浪漫風格的作品最受到大眾歡迎。不過雖然許多變態故事主要是以有關神秘主義或者是有關善惡衝突作為劇情走向，但也有些成人作品則是走逼真的日常生活描寫，例如《U-Jin Brand》（遊人ブランド）、《ANGEL》以及《G-taste》等作品其故事便事發生在辦公室、大學或者公寓之中。另外還有一系列作品則是以惡搞為主的故事劇情，包括有《Balthus:Tia's Radiance》、《Tokio Private Police》（TOKIO機動ポリス）、《水手服戰士-維納斯五人組》以及《Hooligan》等作品。

### 同性戀類型

#### 男同性戀關係

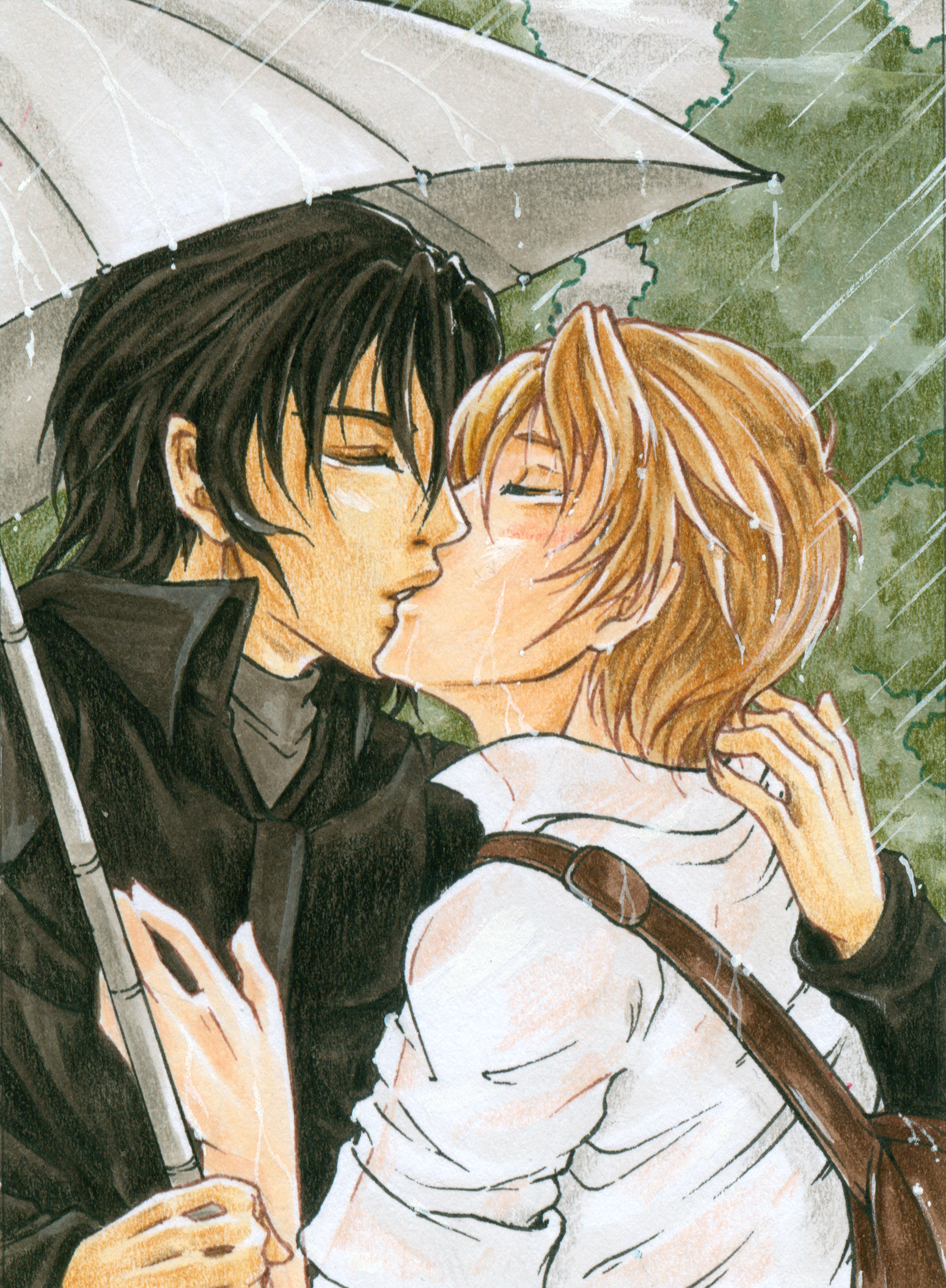
一張於Animexx網站上所發表的Yaoi作品範例，可以看見兩名男性在雨中親吻著。

日本將在日本漫畫或者是日本動畫之中所出現的男同性戀關係稱作「Yaoi」（やおい），或者以和製英語的拼法稱之為「BL」（Boys' Love）或是「ML」（Mens' Love）稱呼；而在一些時候，也會以「薔薇」來代稱這類作品之中所呈現出男性角色之間的同性戀關係。通常這類型作品將會直接以男同性戀關係為題材，無論是消費者族群或者是創作者族群都是以女性為主，不過也有一些男性漫畫創作者也會製作這類「BL」作品。
絕大多數以男同性戀為題材的故事都是被歸類在「Yaoi」與「BL」之中，而這兩個字的用法也比「ML」和「薔薇」還要來的廣。其中「Yaoi」這一詞與普遍認為是日語之中一詞縮寫而來，將這一詞與直接翻譯便是「沒有高潮、沒有結尾、沒有意義」之意思。Yaoi字詞最晚是在1970年代末期所創造出來，一開始Yaoi在日本的同人市場中主要是形容少年愛的作品，其中也包括有那些商業化或者是同人的原創作品。後來Yaoi開始指那些戲仿當時流行的少年漫畫或動畫所創作的同人作品，例如《足球小將》和《聖鬥士星矢》在當時都有大量同人作品出現；之後在1980年代由於坂田靖子與波津彬子等人陸陸續續發表單獨但類似主題的作品，而開始流行了起來。這類型的漫畫故事同時也開始刊登在漫畫雜誌上，第一本有「Yaoi」劇情刊登的漫畫雜誌便為日本的《JUNE》。受到日本傳統文化的影響，當時社會環境對於男同性戀劇情比女同性戀劇情的接受度還要來得高，不過漫畫中的男性角色往往會描繪成較為中性唯美以避開相關爭議。
這類型的媒體作品強調男同性戀間的情感取向或同性性欲故事劇情，不過在含意方面「Yaoi」與「BL」，以及「ML」和「薔薇」之間仍有一定程度上的差別。實際上「Yaoi」與「BL」在內容上通常比較偏向一種愛情劇或者是肥皂劇，其故事中的男性角色往往會塑造出如異性戀般的性別角色。不過在詞語使用上，今日日本對於男同性戀為主題的作品改成多以「BL」（Boys' Love）來稱呼，這一詞語無論是同人創作與原創作品、或者是業餘創作以及商業出版作品中都可以使用，同時BL作品在內容上也較為多元。而今日Yaoi一詞在以英文為主要語言的愛好者之間大量使用，在許多國家也紛紛以自己的語言進行音譯，不過相比之下日本社會對於Yaoi一詞已漸漸少用。另外如果同樣是以男性為主、但是角色設定上以尚未進入青春期的少年為主的話，大多會獨立出來稱做「正太控」。

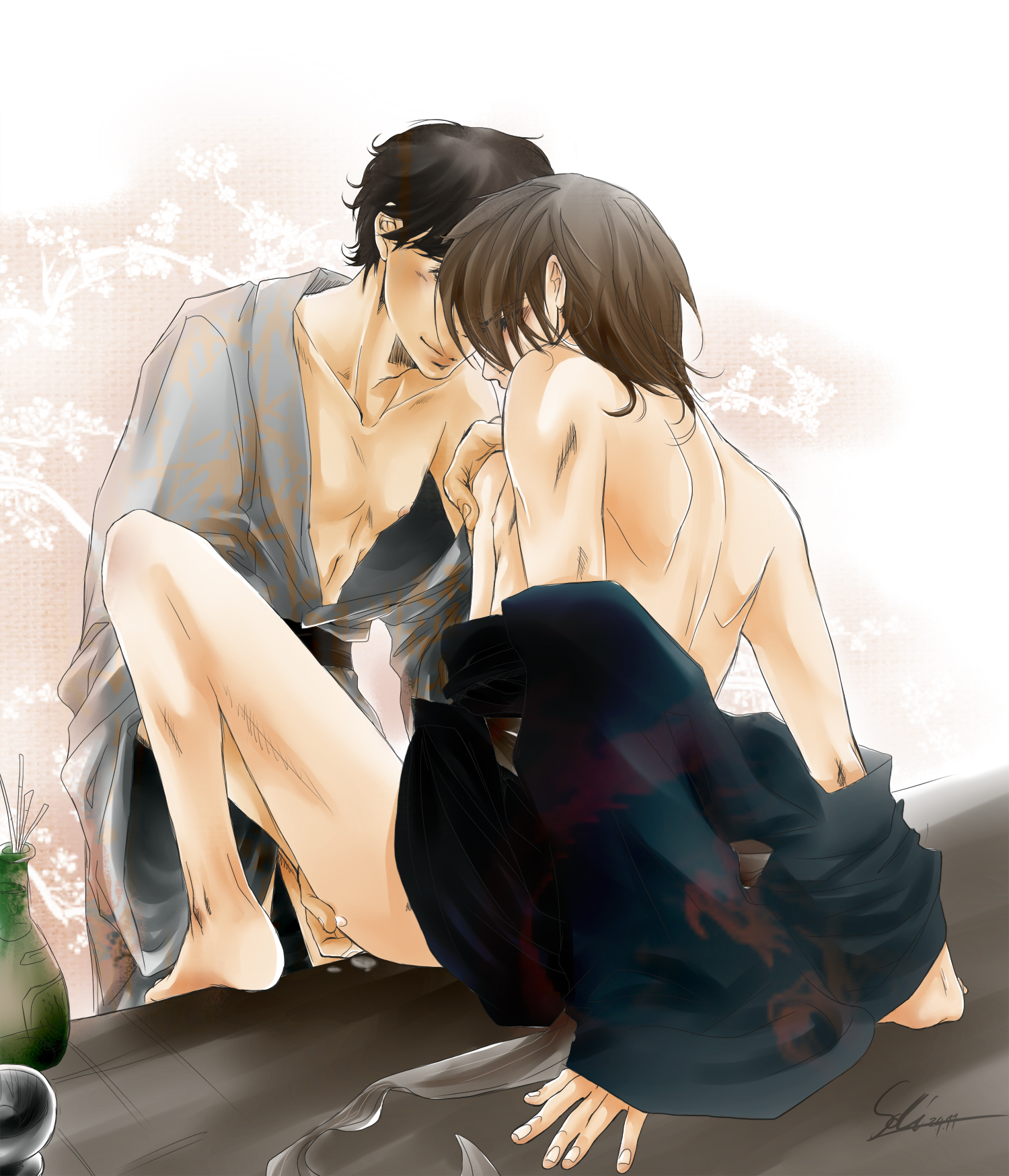
一張具有「Yaoi」風格的插畫，往往這類作品會將角色分成「攻」（左側者）以及「受」（右側者）兩種類型。

Yaoi作品的主角通常會分別有一名扮演較為主動的「攻」，另一名則扮演較為被動的「受」。如此安排的一部分原因在於漫畫家（漫画家）多是將其作品目標客戶群放在本身是異性戀的少女以及婦女族群，也因此並不是所有的「Yaoi」作品中都包含著色情場景。不過絕大多數的「Yaoi」與「BL」作品除了呈現多名美少年角色的愛戀情節之外，通常仍會直接對性交場景有一定程度上的描寫，期望藉此吸引一部分的成年女性族群閱覽，但也因此在漫畫之中並不會對現實的同性戀關係有深刻的描寫。在故事劇情也同樣由於是以女性消費族群作為目標群眾，因此角色彼此之間的形象往往會被描寫成為一名理想的美少年。到了今日，許多BL的作品已經成功在美國或者是歐洲地區獲得一定的知名度，例如《間之楔》、《KIZUNA》、《擁抱春天的羅曼史》（春を抱いていた）、《FAKE》、《萬有引力》以及《LOVE MODE》等。而在動畫之中則多少會在OVA中加入一些色情元素，例如《企業戰士》（僕のセクシャルハラスメント）以及《Sensitive Pornograph》（センシティブ・ポルノグラフ）等作品。
而另一方面，在一般的情況之下「ML」和「薔薇」則不同於為了創作者的興趣、或者是迎合女性粉絲的喜好所製作的BL作品。薔薇作品比較強調漫畫之中有關同性戀性愛的場景，對於角色之間的關劇情化的戀愛發展反而較不重視，同時在一開始創作時便多是以男同性戀者視為主要客戶群。在這類型的作品之中往往將故事中的男性畫成十分陽剛，例如壯碩的肌肉、濃密的胸毛或者是些許的鬍鬚；而在故事內容上則常常是描繪男同性戀之間的日常生活，有時還甚至會有有關同性婚姻、驕傲遊行、櫥櫃等議題的出現。不過對於西方世界之中這些作品往往不會正式發表出來，也因此絕大多數的作品並不為人熟悉。不過也是有一些案例被廣泛宣傳，例如原本在《薔薇族》刊登的短篇漫畫《瞎攪和的技術》迅速在網際網路上爆紅而廣為人知。

#### 女同性戀關係

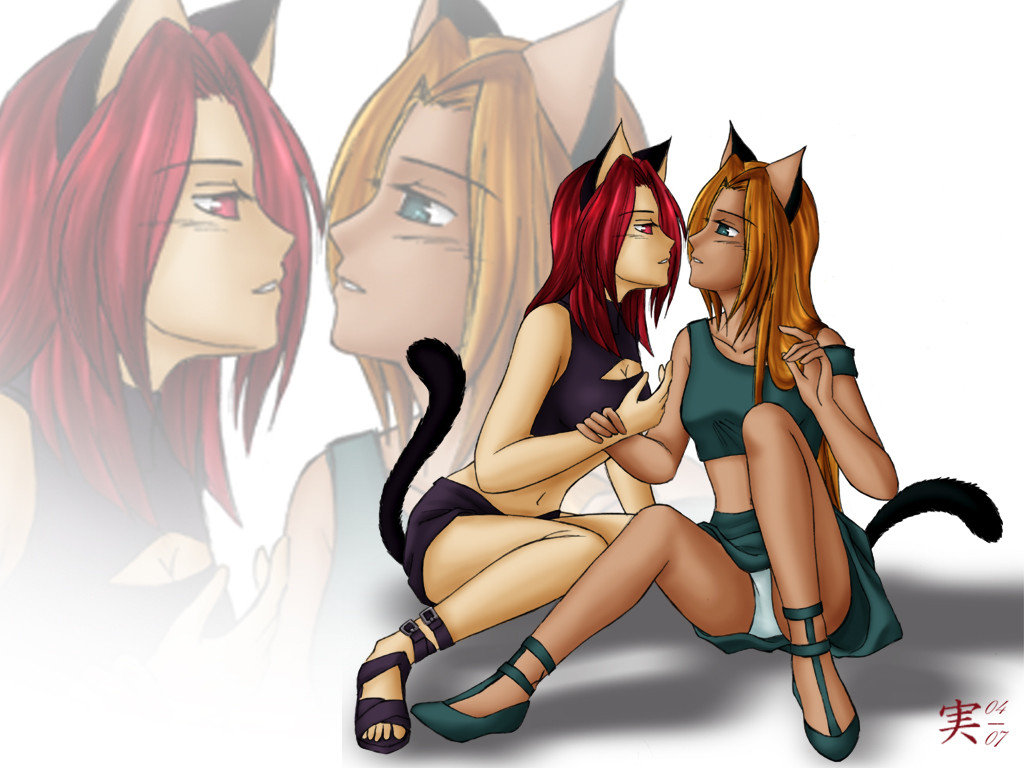
兩名相戀的百合少女正準備親吻。

在形容有關女性角色之間的同性戀故事時，通常會稱這些作品為「百合」、「少女愛」或者是「GL」（Girls Love）等。在日語之中，這些術語常會拿來形容包括漫畫、動畫或者其他相關的日本媒體作品。不過這三者字詞在使用中並沒有甚麼明確的分別，頂多是在描述著多於性愛場景時比較會出現「百合」一詞，而「少女愛」以及「GL」則是歐洲或者是美國地區對於這類作品常使用的字詞；也有另一種法認為「百合」類型的女同性戀風格的作品，除了將主題主要放在性愛呈現上，也有可能是著重於精神或情感關係方面的描寫。
早在20世紀初期就有如女同性戀小說的存在，而這些也成為許多百合作品的起源，例如吉屋信子於1920年所推出的《閣樓中的兩位處女》（屋根裏の二處女）便是一例。在1969年，第一部在故事內容之中擁有少女彼此性交畫面的作品，則是當時推出的動畫電影《天方夜譚》（千夜一夜物語）內。不過一直到1970年代，女同性戀的故事情節才開始陸續出現在漫畫作品之中，這時著名的百合漫畫漫畫家包括有山岸涼子（山岸凉子）以及池田理代子等人；而真正第一本在一開始便以女同性戀為主軸的漫畫，則是山岸凉子於1971年推出的《白色房間的雙人》（白い部屋のふたり）。雖然對於女同性戀的劇情早在1970年代的少女漫畫便有所出現，不過一直到1990年代日本社會才對於百合的故事較為寬容，也因此才有越來越多擁有女同性戀性交場景的作品推出。這類作品為當時的漫畫和動畫帶來了新的流行趨勢，同時也有越來越多的同人誌創作開始接受這種女同性戀的故事內容。但儘管不是所有百合類型的漫畫與動畫都擁有色情內容，然而由於過去作品在性愛的呈現賦予消費者有著很深的影響；這讓許多動漫愛好者往往在想到女同性戀類型的作品時，會直接聯想到相關的情色場景，進而認為「百合」與「變態」有著十分大的連繫與關聯。也有一些外國動漫迷受到「Yuricon」這類網路動漫討論站點的影響，主張「變態」本身主要是來自早先的「百合」作品發展，不過抱持這一觀點的人仍是占較少數的比例。2003年時，出現了第一本以百合為主題發行的漫畫雜誌《百合姉妹》，之後還有包括《Comic百合姫》（コミック百合姫）等漫畫雜誌陸續推出，不過在2004年時《百合姉妹》便因銷售問題而遭到停刊。
雖然早期百合作品主要是以女性為主要目標客戶族群，因此這類作品常會被歸類為少女漫畫或者是女性漫畫。但到了今日，許多百合作品已經將其故事劇情以及畫面呈現走向男性讀者所喜愛的風格，甚至有些少年漫畫的角色中也會融入這一元素，其內容上也較真實情況還要來得誇張。這類型以男性為主要針對客戶的百合漫畫作品諸如《神無月巫女》以及《草莓狂熱》等，且這些以男性為客戶的百合漫畫往往是由專門主題的漫畫雜誌刊載，包括有《Comic百合姫》（コミック百合姫）、《Comic百合姫S》（コミック百合姫S）、《Comic Lily》（comicリリィ）以及《新蕾》（つぼみ）等刊物。百合如同變態一般有著各式各樣的類型，並都有一定的愛好者所喜愛著，這些包括如《少女派別》般浪漫的愛情、如《F3》（嘆きの健康優良児）般有趣的喜劇、如《G-taste》般寫實的劇情以及如《螢子》般恐怖的題材等等風格。

### 孩童性關係
根據統計，大約有30%的變態產品其角色擁有著正太以及蘿莉元素，而這些作品在其性愛場面的孩童角色平均年齡只有8到12歲。雖然日本國內法律禁止生產製造或者銷售販賣相關的兒童色情商品，然而對於漫畫這類手繪產品並不在法律的規範之中。而在西方世界之中，由於包括「正太」以及「蘿莉」被認定與兒童色情有著一定的關係，因此對於這類商品的出版一律以法律方式禁止銷售。研究這一議題的學者羅蘭·賽爾特（Roland Kelts）認為日本之所以容許這類「孩童性關係」的作品是基於自身過去的文化傳統，也就是居住於日本國內的人們能夠自由發想各種特殊的概念，並擁有能夠自由表達這些想法的權利；同時羅蘭·賽爾還提出自己的觀點說道：「雖然與尚未成年的女學生做愛已被禁止，然而人們腦中仍然充斥著各種荒謬的幻想來否定這一規定的存在。」

#### 正太控
正太控這一俚語是將「金田正太郎」經過縮短而成的混成詞，其主要是指那些描繪成具有年輕男孩外表的角色。這些角色包括有尚未進入青春期發育的少年，或者是外表仍十分年幼、但年齡可能已經是青少年或者成人的角色等等。而作為詞源出現的「金田正太郎」一詞，則是漫畫作品《鐵人28號》中年少的男主角。
正太類型的變態作品主要是以年輕男孩的性愛場景為主，不過和其他類型的變態作品相比在情色內容上通常較為婉轉，同時也較為強調故事情節的成分。心理學家齋藤環（斎藤環）認為正太的類型最早出現於1980年代，早先主要是作為Yaoi作品之中的一大型態出現，之後創作者將其加以分離並且發揚光大，才有了今日的流行趨勢。齋藤環認為之後的創作者將這些原屬於「男性」的正太作品加入許多「女性」的畫風，兩者在繪畫技法上越趨接近，甚至有可能將年輕男孩的角色單純改成「擁有陰莖的女孩」的形象來描繪。同時在內容上相較於色情場景，更加重是在內容情節上浪漫的程度，藉此吸引女性讀者的注意。
今日正太控作品與蘿莉控作品一樣，多強調角色其年輕、可愛以及萌感等特點，藉次來讓讀者有想要認識並保護他的情感。大多數的正太類型作品多發表於非正式官方的同人誌上，另外也有一部分則是刊載在專門的漫畫雜誌之上，例如《少年浪漫》、《少年嗜好》以及《少年愛的美學》等等雜誌上。在針對御宅族所推出的青年漫畫中，有時會加入正太角色來增添故事的變化，但這些作品往往不會出現有關的性愛場景，例子包括有宮野知親（宮野ともちか）所創作的《指尖奶茶》等。而在一般向的少女漫畫作品之中也會出些一些正太角色，這包括有高河弓的《LOVELESS》以及葉鳥螺子的《櫻蘭高校男公關部》等等作品。

#### 蘿莉控

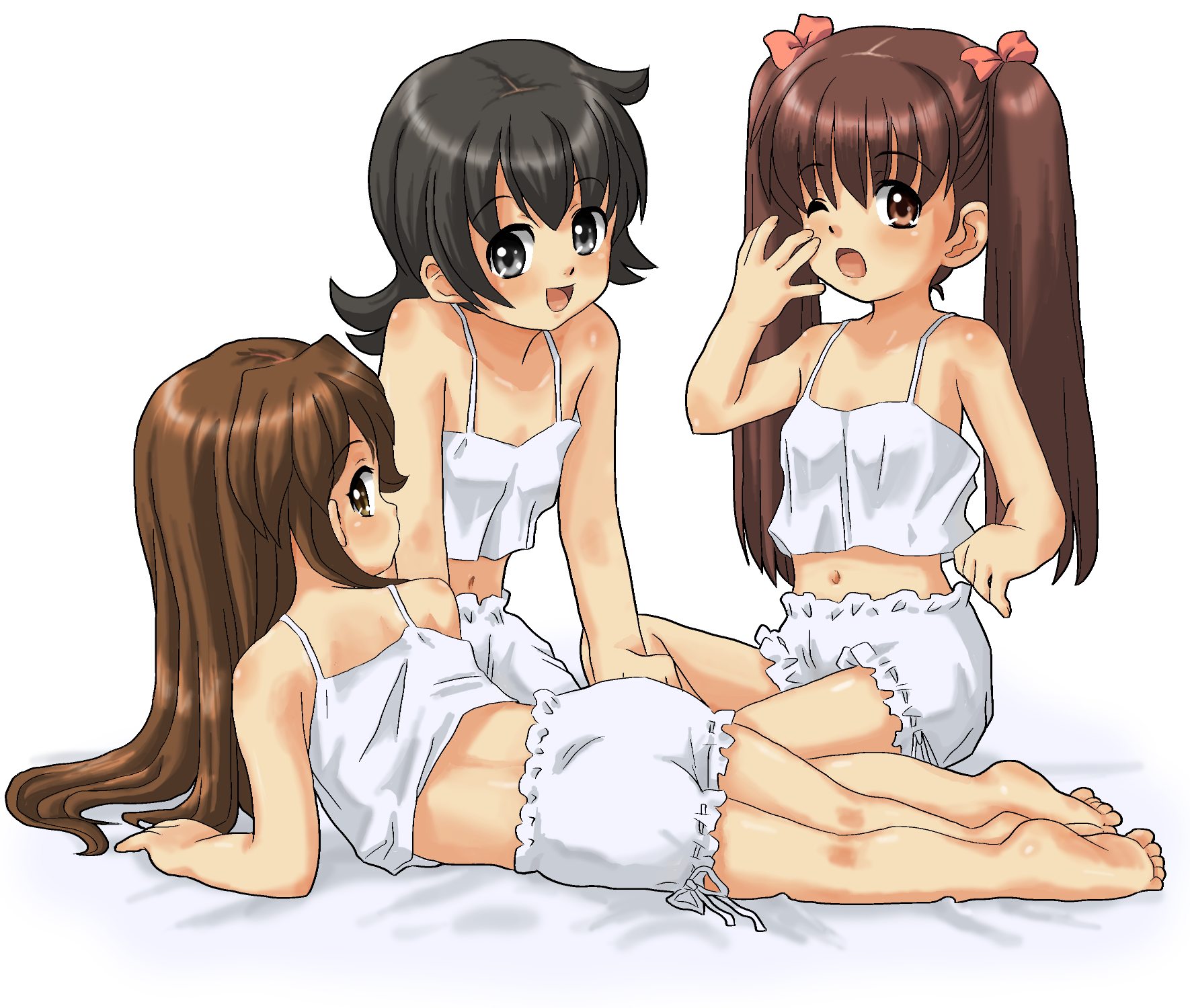
一張蘿莉控的藝術範例，這類作品的角色往往融合了稚氣的特點，以及一部分性的含意。

蘿莉一詞源自於日本「蘿莉塔情結」的混成詞，而以羅馬拼音時則寫作「Lolikon」或「Rorikon」。在日本這一詞語專門指未成年少女，這之中包括有青春期前或者是青春期之後的少女；而迷戀這類型作品的人，則通常會被稱為「蘿莉控」。蘿莉也可以是指一種日本漫畫或者動畫的類型，而這類型的作品會被愛好者稱作「蘿莉控漫畫」或「蘿莉控動畫」。蘿莉這種強調稚氣的女性角色風格，除了常在一般的少女漫畫之中出現，在許多色情動漫產品之中也會有這一類型的角色存在，而這類型的變態漫畫或動畫產品便主要是描寫主角與這些女孩發生性關係。
蘿莉一詞最早源自於弗拉基米爾·納博可夫所創作的《羅莉塔》，在書本中描述了中年男子對於一名12歲的少女感到癡迷。到了1970年代時，日本社會開始將這一詞彙轉變成其他意義，專門指那些出現有關年輕女孩場景的色情同人誌。自1984年第一部以蘿莉為主角的動畫《Lolita Anime》製作發行之後，1980年代中期開始蘿莉類型的變態作品開始流行，甚至也有完全以這一風格為主的成人漫畫雜誌出現。。但到了1989年時，受到被相信是蘿莉控的連續殺人犯宮崎勤犯案的影響，引起了日本社會對於蘿莉作品的恐慌，並開始在法律層面上加強對這類漫畫作品的監管。雖然在日本蘿莉可以被視為一種變態作品的風格，但並不代表在任何使用上該單字所形容的商品都含有情色內容，例如蒼山探的《蘿球社！》。而蘿莉風格作品的作者也不一定是男性創作者，在這之中也有不少女性作者加入創作的行列，包括發表《萌少女的戀愛時光》的私屋薫（私屋カヲル）以及發表《爆彈小新娘》的杉崎由綺琉等便是女性漫畫家。
不過今日包括日本在內的許多國家都已頒布相關的法律，明確禁止包括兒童或孩子外表的角色出現在成人商品之中。然而許多日本的家長和公民團體仍陸續舉辦活動要求更加嚴格的的法律控制，期望能完全堵絕蘿莉控漫畫和其他類似媒體的出現。對這類作品抱持批評態度者認為蘿莉控作品與兒童性虐待（Child sexual abuse）有著密不可分的關係，甚至可能會助長這一案例的出現；反對者則認為這一說法沒有實際的證據足以證明蘿莉控作品和兒童性犯罪有所關聯，甚至他們還提出結果完全相反的數據來證實自己的說法。一些針對蘿莉控這類消費族群的研究報告指出，與作品中的故事劇情相互進行比較，喜愛蘿莉控作品的消費者更加重視符合其外表年齡的角色其可愛的外表，同時也會不斷收集相關的產品來當作一種興趣。

### 性虐待類型

#### 獵奇風格

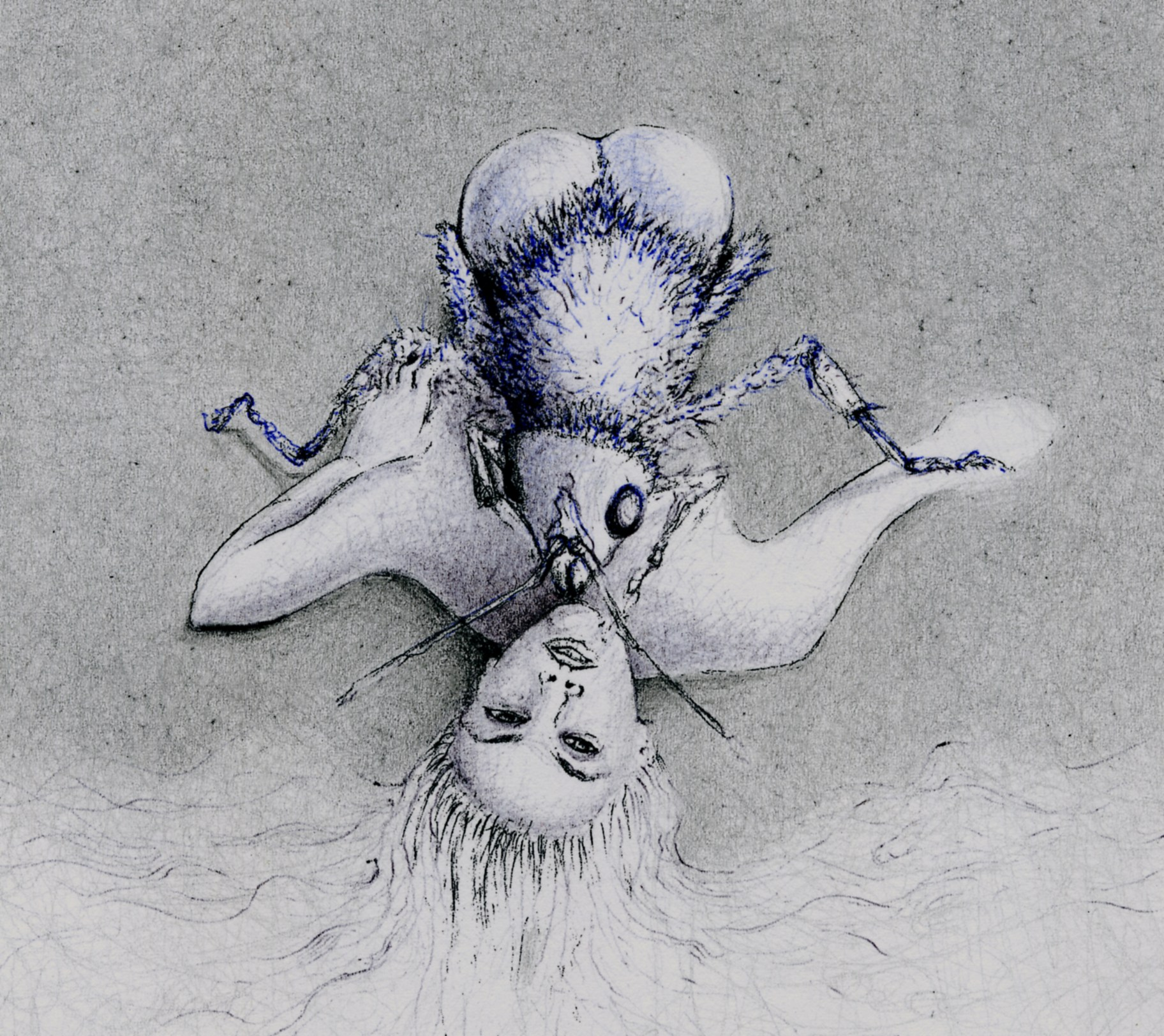
一張由西方藝術創作者所畫出有關獵奇作品的範例圖片。

獵奇是一個變態作品之間常用的術語，而它的和製英語「Ero guro」一詞也可以延伸指那些於1920年代到1930年代之間、在日本社會中快速流行的文藝風潮。這一詞語早在1920年代到1930年代開始，便於許多日本文學以及日本藝術之中有所出現使用。到了今日，獵奇一詞已不再是指單一的作品風格或者文學風潮，而是指各式媒體所呈現出類似題材作品的總稱。同時許多獵奇作品除了將重點放在色情的呈現外，也越來越重視題材的怪異性與驚悚度。不過獵奇這一術語與另一詞語「血腥」並不完全相同，血腥主要是拿來形容那些有關恐怖、血塊以及角色大膽冒險等主題，而獵奇一詞則主要是指那些作品描繪著詭異、不正常或者是恐怖情節。雖然獵奇作品往往結合了色情以及血腥等元素，但並不代表所有的獵奇作品在內容中一定有這些元素存在。
在獵奇系列的作品中往往會忽視任何規範，在內容方面常會著重於極端形式的暴力與色情的呈現、謀殺的美學藝術以及不尋常的死法等等。在日文的用法之中，有時獵奇一詞的單字會與原本作為「怪異」解釋的共通。雖然對於獵奇作品並無一定且精確的分類，不過將這類作品整理過後還是會有數種十分常見的主題，包括有多人場面的強姦、毆打與折磨、與屍體性交、人物自殺、蓄意截肢（Apotemnophilia）、缺氧窒息、同類相食、禮節殺害（Ritualmord）、各種日式綁縛、酷刑以及其他多種暴力致死的方法等等。
在日本的法律規範之下，以獵奇為主軸的成人漫畫雜誌越趨少見。其中最著名的的獵奇雜誌是於1961年由長井勝一所主導創辦的《GARO》，但在2002年時該雜誌便宣告停刊。《GARO》在最初的時候由於受到經費不足的限制，往往無法給予刊登漫畫的創作者合理的稿費。雖然《GARO》在其全盛時期發行量一度超過80,000冊，然而之後其受歡迎程度便不斷往下滑，這導致之後的發行量往往1個月才大約7,000多本；而到了1980年代時，甚至於日本的銷售量一度有過1年才賣出150份的記錄。儘管如此，許多曾於《GARO》上刊登漫畫以及其創作的原作者後來便紛紛在獵奇市場中嶄露頭角。其中也有因不斷推出獵奇系列作品而大受歡迎的漫畫家，包括花輪和一、丸尾末廣（丸尾末広）、町野変丸、駕籠真太郎等人。另外在某些時候，變態系列之中的獵奇作品有時也會與恐怖風格加以結合，例如漫畫家日野日出志所創作的作品便是一例。

#### 觸手題材

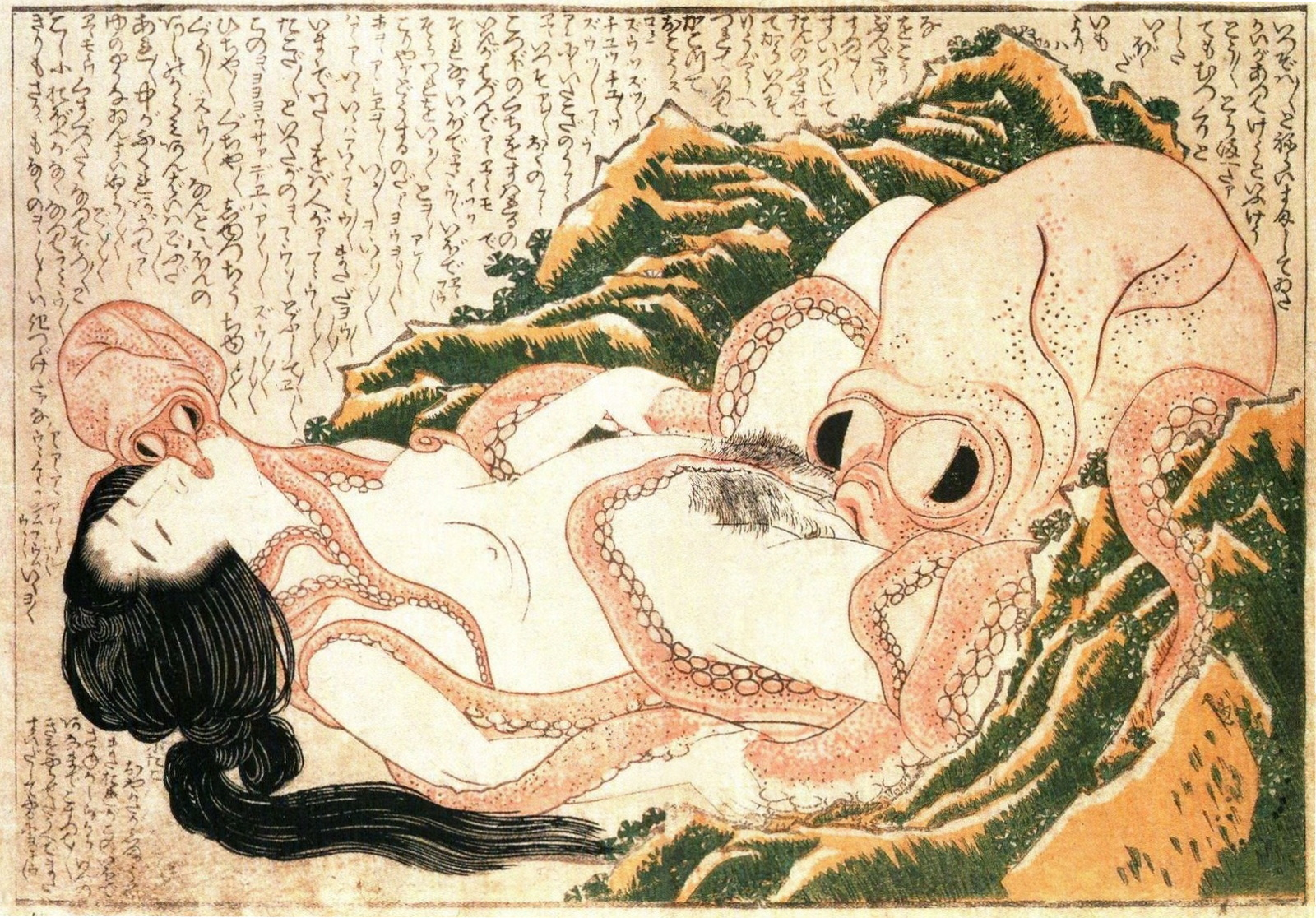
1814年由葛飾北齋所畫的春畫作品《章魚與海女》（蛸と海女），圖片描繪著一名女性與一隻章魚發生了性行為。

觸手攻擊類型的作品常被歸類為恐怖風格的變態題材，內容多是以現實生活中並不存在的觸手生物強姦或者是以人形的方式與女性性交。雖然以解剖學或者生物學的觀點來看並不可能出現如變態故事之中的觸手，但觸手題材仍然因陰莖崇拜（Phallic Worship）等因素於變態作品之中廣為出現，也有許多創作者陸續創作出相關題材的戲仿作品。隨著網際網路的傳播，這類作品也被日本海外的愛好者喜愛；而對於許多西方世界的御宅族而言，觸手類型的情色作品往往會歸類為變態作品一類。
類似的題材早在1820年時，葛飾北齋在他的作品《章魚與海女》中便描繪著一名婦女與章魚性交的圖像。不過以此為題材的近代風格漫畫則是在1986年時，由前田俊夫所創作推出的漫畫作品《超神傳說》（超神伝説うろつき童子）之中出現，在變態的故事內容中出現的觸手大受愛好者的歡迎，也成了許多動畫經常出現的題材之一。除了動漫畫之外，觸手也跨足到各式各樣的多媒體媒介。研究這一領域的蘇珊·納皮爾（Susan J. Napier）教授則指出觸手題材的流行，也與受到大眾歡迎而風靡一時的動畫《新世紀福音戰士》有一定程度上的關聯。
前田俊夫在之後解釋說觸手等奇妙生物的題材是來自於邪靈的概念，希望能藉由這一方法迴避日本對於動漫中的主角與他人之間，禁止擁有色情且直接呈現的圖像等等性愛場景的限制規定。此外也是因為當時日本社會對於漫畫中的故事與場景有著嚴格的規範，為了避免遭到禁止銷售而與編輯共同創造出觸手概念。後來前田俊夫也持續使用觸手這一獨特的題材，同時也陸續有其他創作者跟進推出了一系列類似概念的作品，這包括有較早發行的《妖獸教室》（妖獣教室）與《淫獸學園La☆Blue Girl》等作品，以及後來推出的《淫獸教師》、《水手服戰士-維納斯五人組》（セーラー戦士ヴィーナス・ファイブ）、《魔界天使加百列》（魔界天使ジブリール）、《Alien from the Darkness》（淫獣エイリアン）、《莉安傳說》（リヨン伝説フレア）等。而在漫畫之中也有專門的雜誌刊登類似題材的作品，例如由KILL TIME COMMUNICATION（キルタイムコミュニケーション）所推出的《Comic Unreal》（コミックアンリアル）便是以觸手題材為主軸的漫畫雜誌。

### 其他

#### 扶他那裡

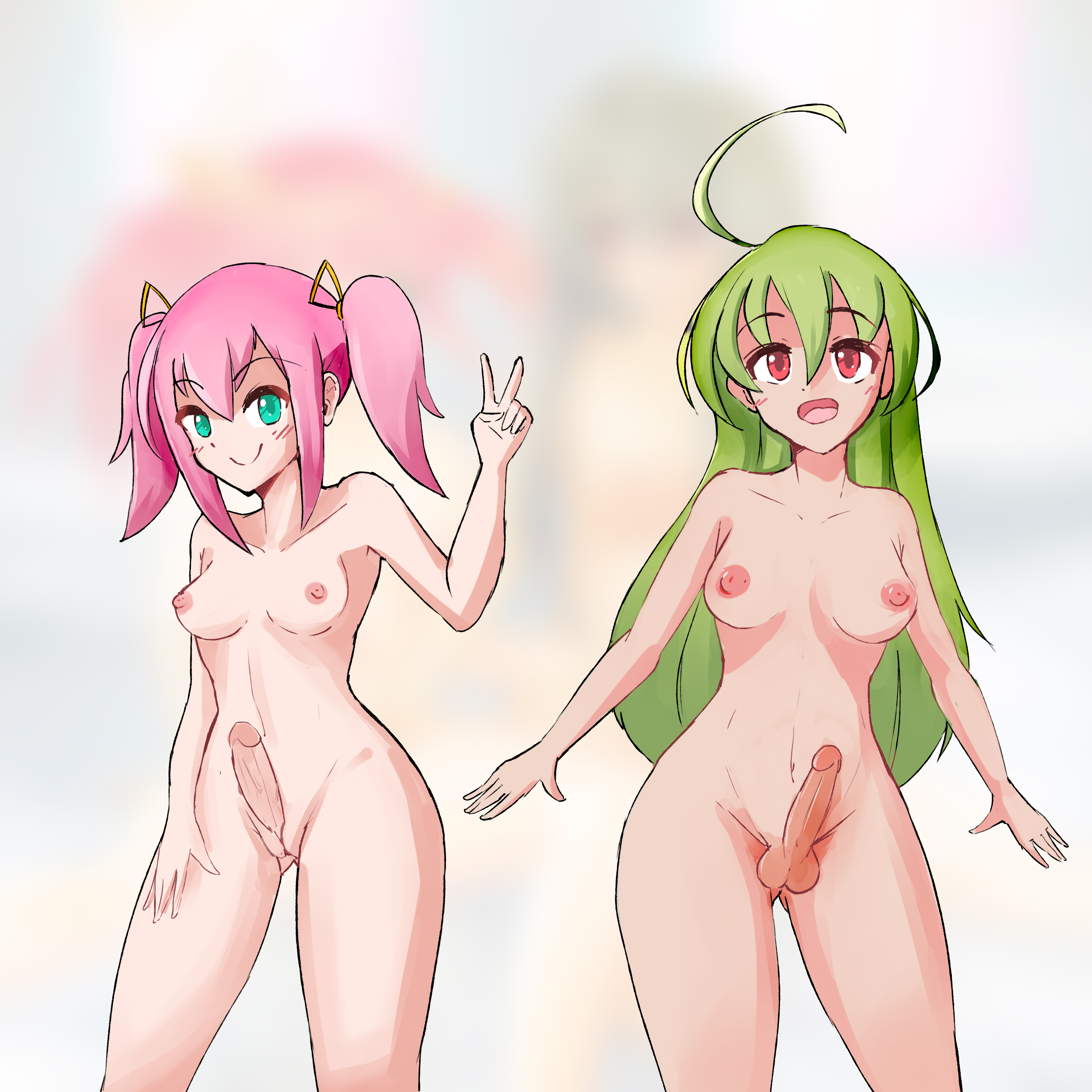
扶他那裡作品的示意圖。「扶他那裡」是一中文ACG界的用語，詞語是從日文的「ふたなり」所音譯而成，通常是指角色同時擁有著男性以及女性生殖器官的雙性人。這張圖片顯示兩種典型的「扶他那裡」的角色類型，兩者都擁有完整的陰道與陰莖，兩人差別在於一名有畫出睪丸構造，另一名則沒有繪出。

扶他那裡是指在故事之中角色擁有雌雄同體、雙性人或中性（Androgyny）的特徵，有些變態故事則是描寫原本角色為一正常的男性或女性個體，然而因為某些原因使得角色身上擁有額外的生理構造。在日語之中將扶他那裡寫成，其漢字的羅馬拼音則念成「Futanari」。關於字詞的確切起源並不知悉，但可以得知的是最晚在中國明朝時期（1368年-1644年）該字詞便有出現且使用著，在中國「二形」一詞字面上的意思是指「兩種型式」。而早在1644年的日本戲劇發展之中，女形演員的出現與形象的塑造便對扶他那裡的文化有一定之影響。到了今日一些動漫畫也將原先這種曖昧元素融入動畫或者是漫畫之中，並於今日形成一種獨特的日本動漫類型。
今日扶他那裡往往可以直接形容一個角色類型，或者是指稱一個動畫或漫畫作品的類型。在這些作品中通常是由一名可愛的女孩擁有陰莖，而這些陰莖通常會作者描畫成令人難以相信的尺寸。而除了擁有陰莖之外，在一些性愛的場景之中也會有女性生殖器的出現與交合。在1990年代時這一類別迅速風靡，從原先特定的業餘創作者以及個人愛好者之中擴展至商業市場之中，甚至行成了一股流行文化的現象。這一股風潮也引起日本以外國家的注意，例如傑森·湯普森（Jason Thompson）在其所編寫的《Manga:The Complete Guide》一書之中提到扶他那裡的元素涵蓋了許多市場，同時也影響了其他變態類型的發展；而在西方世界之中，最著名且受到歡迎的扶他那裡作品創作者為唯登詩樹。今日著名扶他那裡作品包括有《Angel Blade》（エンジェルブレイド）、《精神診所》（お元気クリニック）、《Parade Parade》（パレード パレード）、《淫獸學園La☆Blue Girl》、《黑魔術學園》以及《STAINLESS NIGHT》（ステンレスナイト）等，同時也有數本漫畫雜誌專門刊載這類題材的作品，包括有Mediax（メディアックス）出版的《雙性娘high!》（ふたなりッ娘High!）、一水社出版的《Futanarikko Lovers》（ふたなりっ娘らばーず）、茜新社出版的《Futanarikko LOVE》（ふたなりっ娘ＬＯＶＥ）、Kousai Shobo出版的《Futanarikko Pretty》（ふたなりっ娘プリティ！）等雜誌。

## 產業

### 成人動畫
今日色情動畫主要是以推出適合家庭或個人觀看的OVA，而儲存媒體包括有VHS、DVD以及藍光光碟等，著名的動畫工作室包括有GREEN BUNNY（グリーンバニー）、a1c（エイ・ワン・シー）、Pink Pineapple（ピンクパイナップル）、Milky（ミルキーレーベル）以及MS PICTURES（ミルキーズピクチャーズ）等。與一開始便以獲得較大利潤為目的而製作的商業動畫相比，變態動畫往往只要求能夠收回製作時的成本。因此這些動畫往往要求在低成本的情況下快速製作，但這也導致一些動畫其製作品質十分的差。且受限於動畫傳播媒介在成本方面的問題，往往只能生產小規模的數量來進行銷售。由於實際的潛在觀眾仍算是少數，因此這讓發行商除了盡可能增加額外的收入外，也必需盡力在銷售時以最低成本的資金花費賣出。不過在這中也是有例外，例如由大張正己於2001年製作的《Angel Blade》（エンジェルブレイド）一開始便將客戶群設定為廣大的動漫族群，也因此《Angel Blade》在製作時便投入了較多的預算。然而傳統成人動畫的製作戰略仍然是以低成本、快速度的製作企畫較多，高成本的製作方式則較不受到製作公司的歡迎。一般來講，自消費者手中所獲得的利潤通常是由各家共同製作動畫的工作室進行分配；不過也有如Pixy一般積極的改進這一做法，其所製作的色情動畫完全是由轄下的動畫工作室負責，且不斷嘗試推出擁有高品質但亦有合理價格的DVD光碟販售。今日許多動畫製作公司在推出海外版本的動畫時，都會將其變態動畫授權給合作的多媒體娛樂公司來發售，這些公司包括有A.D. Vision、SoftCel Pictures、The Right Stuf International、NuTech Digital、Central Park Media、Anime 18、JapanAnime與MC Entertainment等。

### 成人漫畫

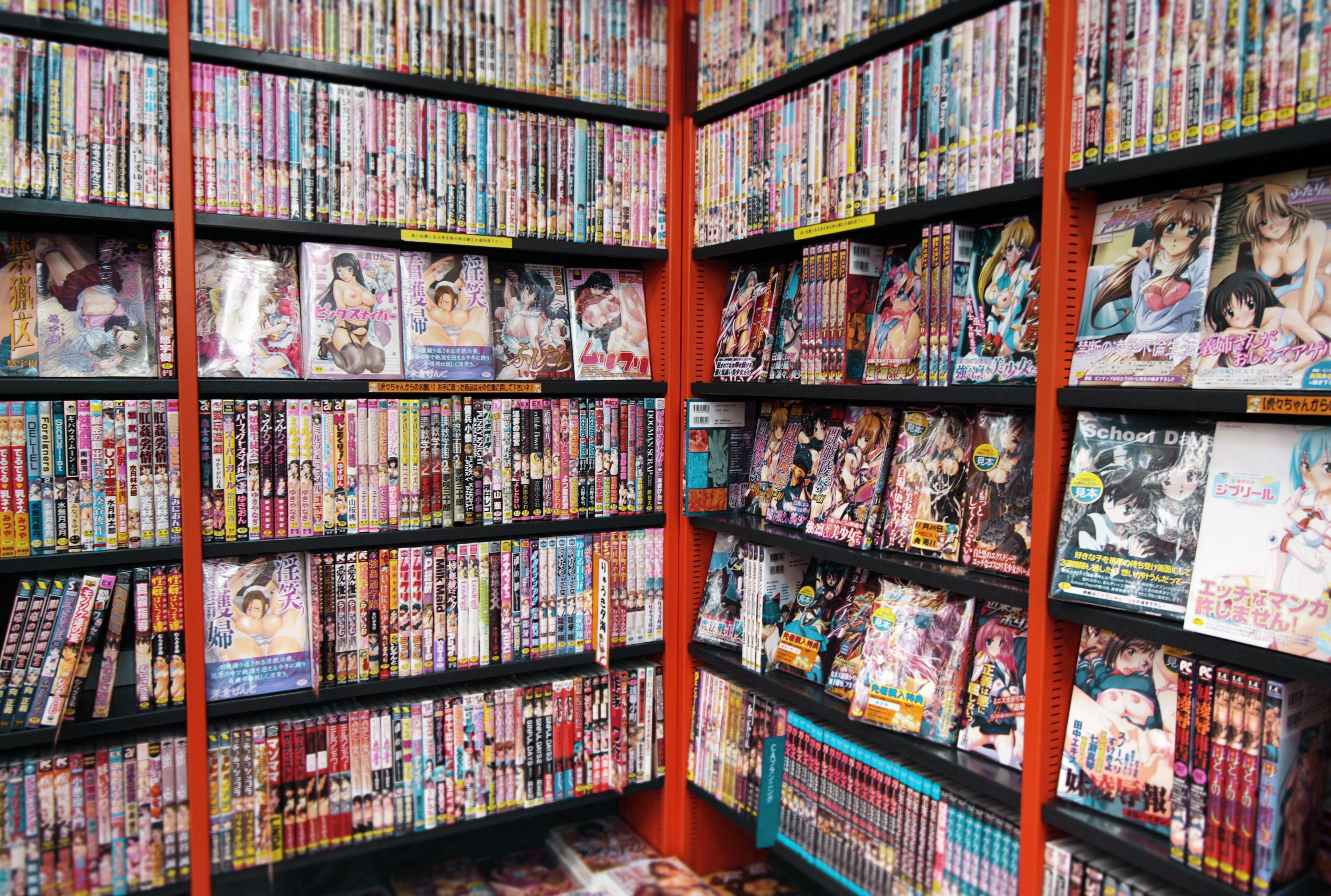
日本一家書店架上擺滿了成人漫畫，攝於2006年2月12日。

在日本社會中，每個月會有極大量的色情漫畫雜誌相繼出版發售，而這之中涵蓋了各種變態主題的漫畫作品。根據2009年的統計，出版這些漫畫雜誌的主要出版社有Core Magazine（コアマガジン）、茜新社、TI Net、久保書店及Kill Time Communication（キルタイムコミュニケーション）等，不過也有一些公司發展到今日也面臨倒閉的情況，例如2007年桃園書房和司書房紛紛宣布破產；也有像松文館這類原先發表數本情色漫畫的廠商，於2000年代初期時開始將其業務發展至其他方向。
其中茜新社陸續在1998年推出了《COMIC天魔》，以及在2006年推出《Comic choiS!》等成人向漫畫雜誌；而該出版社也有出版以蘿莉控為主要客戶群的漫畫雜誌，包括《COMIC RIN》（コミックリン）與《COMIC LO》（コミックエルオー）。在這之中以蘿莉類型的漫畫為主題的《COMIC LO》的「LO」是指英文中「Lolita Only」之意，該雜誌同時也是茜新社投入最多資金的雜誌。而Core Magazine則是在2007年出版有《HOTMiLK》、《Comic MegaStore》（メガストア）與《Comic Zero EX》，也於2006年分別推出了具BDSM內容的《Comic Nyan2 Club GOLD》和《Manga Bangaichi》。也有許多漫畫雜誌出版商盡可能將自身雜誌售價降低，甚至將價格壓低至只有接近成本的600日圓左右，這些雜誌包括Kill Time Communication的《二次元Dream Magazine Illustrations》（二次元ドリームマガジン）與《COMIC Unreal》（コミックアンリアル）、辰巳出版的《COMIC桃姬》、Angel出版（エンジェル出版）的《Angel Club》、TI Net的《Buster Comic》、東京三世社的《Comic Pheromone》與Sun出版（サン出版）出版的雜誌等。此外也有一些非專業的出版公司陸續推出了數本成人漫畫，例如雙葉社便曾推出雜誌《Men's YOUNG》（メンズヤング）等販售。
除了以男性為既定客戶群的成人漫畫外，也有另一種以女性為主的變態漫畫類型紛紛進入市場銷售，這也就是所謂的女性漫畫。例如早在1978年時，Sun Publishing便出版了內有女性向漫畫的雜誌《JUNE》與《Comic Amour》。然而早期的女性漫畫其內容通常較少包含色情內容，這種情況直到1980年代後期開始漫畫的風格越趨開放，也開始有專門刊登女性漫畫的漫畫雜誌陸續出版。在1990年代以後，這類女性向的成人漫畫其銷售量呈現蓬勃發展的趨勢。到了1990年代末期時，由於《JUNE》的大量推廣使得女性向成人雜誌愈來愈流通。而與其他漫畫類型的漫畫雜誌相比，作為女性向雜誌《JUNE》的銷售量也近乎成長兩倍左右，大約每個月會有超過80萬到100萬的銷售量；另一方面，《Comic Amour》其銷售量則是達到每個月45萬本的銷售量。不過也有些公司並沒因推出女性向漫畫雜誌而獲利，例如於1980年代末期創設的BiBLOS（ビブロス），在出版了《BE×BOY》以及《Be-Boy Gold》兩本漫畫雜誌之後，最後於2006年宣告破產。

### 成人遊戲
日本每年以個人電腦為主要運作平台所開發出來的電子遊戲內，絕大部分都含有色情要素。這些遊戲在人物的呈現上多以動畫風格為主，而玩法方面也與美少女遊戲極為類似，但不同於美少女遊戲的一點便在於遊戲中多了情色的成分。今日許多日本變態遊戲主要是以插畫圖片或者是仿真人CG呈現，而不是使用更加寫實的照片或影片表示，如此一來也減少了動畫製作公司在將遊戲改編成動畫時的困難度。而第一個改編成動畫的成人遊戲，則是1989年所推出的《龍騎士》（ドラゴンナイト），這款遊戲於1991年10月時推出了同名的OVA動畫版本。而到了今日，也有許多成人遊戲也陸續推出同系列的變態動畫，例如《黑魔術學園》、《魔界天使加百列》（魔界天使ジブリール）、《Words Worth》（ワーズ・ワース）與《DISCIPLINE～The record of a Crusade～》等等便有推出相關的動畫作品。雖然與過去的成人遊戲相比，今日的變態遊戲在技術層面上有所提升，不過遊戲進行基本上仍是以以對話框的出現方式進行，而到了一些特殊劇情發展時便會加入變態情節的畫面。
變態遊戲在20世紀末期到21世紀初期之間，在美國以及歐洲各地十分的盛行。許多遊戲銷售廠商也陸續對日本成人遊戲軟體加以在地化並進而推展至國際市場，例如碧姬公主（Peach Princess）以及JAST USA等公司。不過雖然在西方世界多是以「Hentai Game」、也就是「變態遊戲」一詞來稱呼日本成人遊戲，不過由於「變態」一詞在日本社會中有著負面的含意，因此這類說法反而在日本並不常見。在變態成人遊戲中擁有著不同類型的主題與題材，包括《Yin-Yang! X Change Alternative》中的變性題材、《冤罪eine falsche Beschuldi-gung》中的歷史題材、《Hitomi: My Stepsister》中的近親性交題材與《絕對服從命令》中的施虐與受虐題材等等。另外也有些遊戲是以同性戀作為主要的故事內容推出，包括《冤罪eine falsche Beschuldi-gung》、《咎狗之血》、《Silver Chaos》、《無盡的暗夜之舞》（アニマ・ムンディ 終わりなき闇の舞踏）等遊戲，這類型的「BL遊戲」遊戲在日文又被稱作。而第一款在歐美國家推出的BL遊戲，則是2006年所發售的《冤罪eine falsche Beschuldi-gung》。

### 其他產品
除了直接具有變態情節的漫畫、動畫以及遊戲外，許多製造廠商還會在額外授權的情況下推出包括畫冊、Cosplay服裝、海報、日曆、PVC模型以及其他相關產品。而這些以動畫或漫畫中的角色為主題製作的商品，往往能成功吸引一定的愛好族群購買。許多對於動畫和漫畫作品十分熱愛的御宅族，便常會購買這類與所喜愛的作品中有所關聯項目的商品、玩具或者是模型人像等作為收藏。不過根據一個針對網路購物所做的研究指出，與一般動畫或者是漫畫之中吸引人的角色相比，由變態作品所製作的模型人像仍占市場之中的少數比例。而且許多成人動漫畫的色情人物模型都會有明確的「18+」的標誌以供識別，原因在於這些模型往往能將其上的衣物裝飾脫下而露出下層的肌膚。

### 同人誌

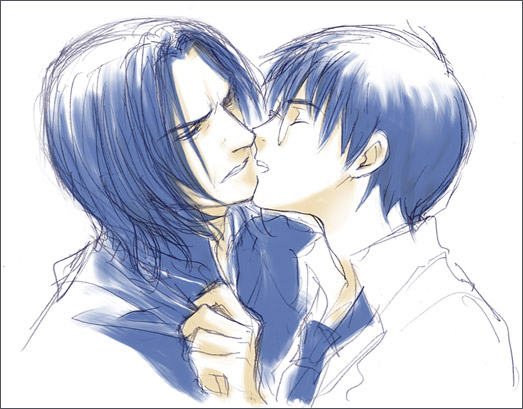
許多「Yaoi」作品之中描寫的故事多是虛構角色之間的戀愛，例如圖片便是將《哈利波特》系列中的哈利·波特與賽佛勒斯·石內卜描繪出有相戀關係。

廣義的同人誌主要是指那些個人出版的創作品，因此也包括有雜誌、漫畫、小說甚至是遊戲等等。而在日本，有些作為業餘創作的同人誌其程度與專業的漫畫家所畫出的作品不相上下，因此這些創作者往往會把同人誌的出版視為一種工作看待。不過不論是專業的同人創作者、或者是業餘的愛好者所自行繪製，絕大多數的同人誌在內容上都會添加情色內容。許多十八禁同人誌的故事背景都來自原有作品的角色設定、或者是電視動畫以及漫畫的劇情延伸，例如以《美少女戰士》、《萬有引力》與《R.O.D》等漫畫為基礎創作的同人誌。雖然對於同人誌在市場上有一定的需求，然而受限於出版社並沒有主動代理，而往往無法擁有龐大的出版量。有時候原作漫畫的作者也會為自己的漫畫創作推出相關或不相關故事內容的色情同人誌，例如赤松健便曾以自己創造的漫畫角色繪製色情同人誌販售，其他還有如真鍋讓治便曾以自己的漫畫作品《銀河戰國群雄傳》繪製色情同人誌《裏·銀河戰國群雄傳》系列來販售。另外也有像廣江禮威（広江礼威）創作的漫畫作品《企業傭兵》以及萩原一至所繪製的漫畫作品《暗黑破壞神》般，則是在漫畫劇情外的成人情節處以同人誌的方式推出外傳。
自1980年代開始，越來越多人投入成人同人誌的創作，並陸續在各個同人誌即賣會進行發表與販售，在這之中又以位在東京國際展示場所舉辦的Comic Market規模最大。基本上同人誌的正式且大量商業出版是被列為違法的，不過事實上絕大多數的版權持有者大多會容許同人作品的存在，而同人誌創作者也往往只會進行小量的印刷販賣。不過在這之中也有一些例外，特別是作品內容過於「不健康」甚至可能影響原作聲譽時便會引起爭議；例如1999年時《神奇寶貝系列》的原作者任天堂便控訴一本以《神奇寶貝》為題材的同人誌，最後於該本漫畫作品中創作的7人因此遭到逮捕。在這之後，也有不少漫畫作者對於這類的同人誌作品表示抗議。然而儘管早在1991年時對於同人誌的審查便有所提出，但因成效等問題往往無法有效施行。

## 審查與立法

### 商品審查
第二次世界大戰結束之後，日本法律嚴格禁止動漫作品出現生殖器官的圖像。其中在《日本刑法》第175條之中，便指稱那些毫無掩藏而暴露出生殖器官的出版圖像為一種「道德妨礙」，這法律並一直沿用到1990年代初期為止。許多變態作品的創作者為了因應這一嚴格的審查制度，往往將作品中可能出現的性器之處加以修改或者是改用象徵方式描繪，這使得讀者往往只能看見經過模糊處理或者覆蓋處理的性愛場景。也有一些創作者以主角的生殖器官與審查制度中所提到的一般男性不同為由，紛紛讓包括怪物、邪靈、機器人與外星人等奇幻風格的人物出現在變態作品之中，呈現出一種人類與生物之間發生性行為的獨特劇情，而這也是觸手系列作品出現的背景。而生殖器描繪的禁止也包括了周遭陰毛的露出，因此許多藝術家為了能夠合理解釋這些沒有陰毛角色而修改設定，紛紛將故事劇情中的女性描繪成年少的女孩。雖然這一禁令在1991年時便提前遭到取消，不過在這之前已經讓許多變態作品加入了年輕女孩或者是青少年作為角色之一，甚至還帶領了一股潮流。
到了1990年代初期，日本法律隨著出版業界要求對相關法律進行司法解釋，在1994年以前這些對有關禁令的限制便一一解除，同時也允許創作者為自身推出的成人動畫與漫畫等作品加入更加明確的性愛呈現。然而創作者仍會受到日本業界的自主審查限制，實際上許多變態動漫畫產品在畫面方面並不會過度呈現。相比之下，由於美國和歐洲在動漫上並沒有對於作品的呈現有嚴格的審查，這讓變態作品推出海外版本時往往會讓原作者進行修改，以「完全版」的樣貌呈現。然而有些作品在推出海外版本時也必須受到該地法律限制進行修改，主要是因為許多作品的角色外表往往比其他同年齡設定的人物還要來得年幼，而在一些作品之中甚至會出現年紀設定為5到10歲的角色，這使得這些作品便經常被國外人士懷疑是一種兒童色情的產品。例如美國法律本身便禁止未成年者出現在色情產品之中，這也包括動漫之中的虛構角色，也因此在重新翻譯配音時往往得經過巧妙的掩飾或修改。結果使得許多於美國銷售的成人動漫畫其一些場景遭到取消，而在一些的情況下也會對人物年紀設定進行修改。例如在《淫獸學園La☆Blue Girl》的OVA動畫版本之中，便藉由更動英文翻譯的方式將女主角的年齡設定從原先的女學生改為女大學生。此外故事劇情之中涉及有忍者角色萬年-萬年（ニン忍）的性愛場景，也由於因其擁有小孩般的外表而遭到刪除。而在英國、法國與西班牙等國家，對於這類場景也會做一定內容上的刪減。

### 立法限制

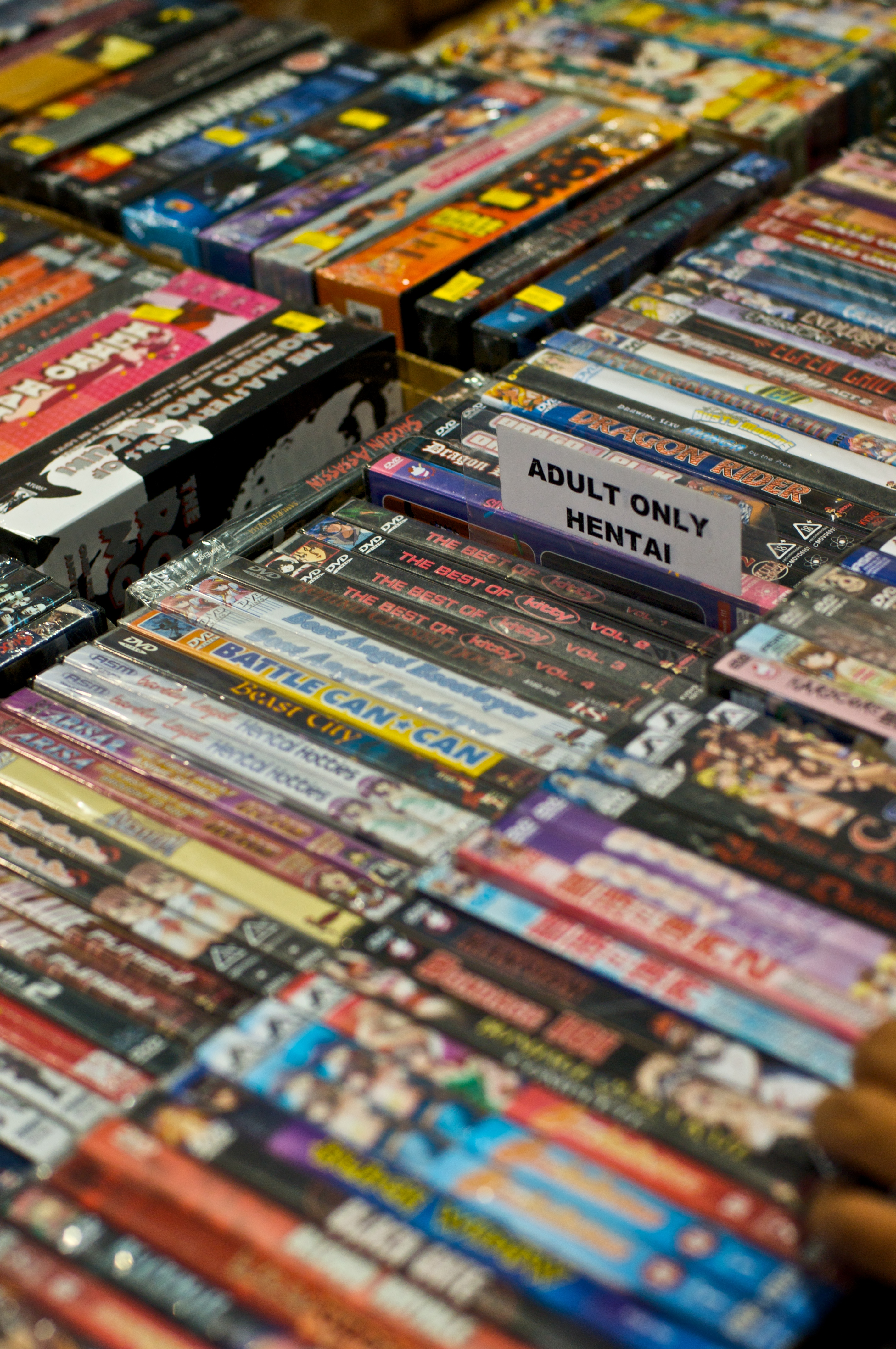
一家攤販正在販賣日本成人動畫的DVD光碟，可以从照片中看到「成人限定」（ADULT ONLY）的告示，攝於2009年7月25日圣迭戈国际动漫展上。然而如果執法機關願意加以取締的話，照片中近一半的成人動畫DVD都可以作為持有兒童色情產品的證據而於法院遭到控訴。

大多數國家將手繪的變態作品與一般的成人色情產品視為同一類型，也因此多直接沿用這些色情商品的相關限制或規定，包括進口、收購與販賣等等都有著同樣的法律條文規範著。不過對於「正太」以及「蘿莉」類型的成人作品則會有更加嚴格的限制，且對於這類變態商品與兒童色情之間關係的辯論與批評聲一直不斷出現，原因之一在於作品的風格形式以及角色呈現的方式都與其他兒童色情產品類似。日本過去由於長期以來被批評為是兒童色情商品的主要生產地，因而在1999年時訂立法律禁止這類商品其生產與販售等商業用途的出現。然而這一法律只適用在對於真正孩童身上施行的兒童色情產品，關於在成人動畫以及成人漫畫之中的手繪內容則沒有任何規範，也因此即使有明顯的性愛場景也不能禁止產商生產販售。日本聯合國兒童基金會促進委員會代表便指稱日本的法律禁令，反而成了國際之間致力於打擊兒童色情的「漏洞」。國際終止童妓組織（ECPAT）代表則對這項議題談到：「我們認為任何形式的兒童色情商品……都是一個象徵，也就是對於兒童的性虐待行為。」在日本社會之中也陸續有人建議修訂法律條文，藉由明確的法律條文來保護兒童的權利。相反的，也有人抱持捍衛變態作品能夠自由發展創作的意見，而主張創作不應該受到過多的法律限制。這些人認為變態產品只不過是一種獨特的藝術形式，同時漫畫與動畫之中的角色僅不過是手工繪製而成的插畫而非真人圖像，而在正常情況下應該只有真人的圖像才能夠讓「一般人士」感到性興奮。
根據日本政府在1997年的調查指出，日本社會之中有近86%的日本民眾認為應該在立法程序之中，考慮加入對於以兒童為主角的色情動畫以及色情插圖的規範。然而當2010年2月日本國會提出修改條例的草案時，包括高橋留美子、齋藤隆夫、內藤泰弘等著名的漫畫創作者，以及秋田書店、角川書店、講談社、集英社、雙葉社等主要出版公司都紛紛對議案表示反對意見。
不過對於獵奇類型的手繪作品，包括日本在內的許多國家都抱持著否定的態度，甚至有些政府還考慮將擁有這類作品加入刑事責任之中。許多過去刊載這一類型作品的網站、動畫或者是漫畫雜誌，也因為市場的萎縮而逐漸停止刊載或者發表這類獵奇作品。而少數支持獵奇作品的愛好者則認為這一主題的幻想可以紓解現實生活中的緊張與壓力，因此可以被歸類為「無害的愛好物」，此外也有人主張這類獵奇作品只不過是作為一種藝術呈現方式存在著。About.com則對獵奇作品發表評論指出「在事先有所解釋且獲得一定資訊後仍可以理解」，而「不用對其特別痛罵或者是感到害怕」。不過在日本社會的輿論之中仍然對這類作品多抱持反對意見，原因是因為受到多起連環殺手犯案的影響而導致。這其中又以被認為因過度熱愛蘿莉漫畫，陸續殺害數名女童而遭到逮捕的宮崎勤最為著名。由於在逮捕宮崎勤之後陸續在他本人的公寓房間中發現數部蘿莉以及獵奇類型的動畫，在媒體的大幅宣傳之下使得1980年代末期的日本社會，開始針對這類變態幻想是否能影響他人的行為，甚至導致犯罪的發生出現了多次辯論。到了今日許多漫畫發行商已經嚴格限制自家公司所推出的漫畫作品內容，對於獵奇類型的漫畫於雜誌上的刊載亦禁止，同時也有越來越多廠商會主動在成人商品會上加入警告標誌以示提醒。

## 爭議與批評

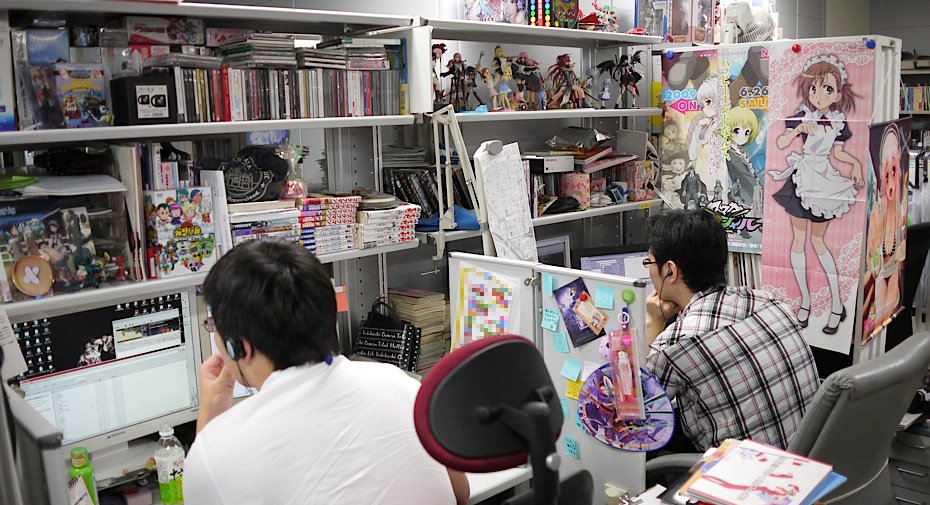
曾製作數款日本成人遊戲的Nitro+辦公室，攝於2010年8月25日。

變態如同其他的色情類型一般，往往被批評其過度缺乏現實感。例如心理學家齋藤環（斎藤環）便提到變態作品中男性角色其不切實際的陰莖大小，便是影射男性本身的自卑以及自我懷疑而出現的產物。到了今日有越來越多的年輕人改以變態產品作為有關性愛的自主學習教材，藉此來讓自己了解得到更多有關性愛的資訊，同時也學會區別幻想世界與現實生活之間的差別。然而在網路等多媒體的出現之後，實際上許多人也將這些漫畫出版物中男女性慾的狹隘觀點融入現實生活，反而只是單純圖利了出版廠商。
日本一些同性戀組織也多次發表聲明反對BL漫畫的出現，原因在於他們認為這些產品「扭曲了在日本的同性戀族群其真正的形象與舉止」。其中在1992年5月時，著名的同性戀權利爭取者佐藤正樹便於日本專門宣傳女權主義的雜誌《Choisir》上發布一張公開信，對於Yaoi作品的創作者以及讀者展開數項批評。佐藤正樹提到Yaoi作品之中並沒有提及有關同性戀者在社會上的地位，故事之中往往只提到角色其本身具有內涵、外表俊俏且受過高等教育等等這類良好但虛假的形象，反而不會提及到同性戀相愛時所受到的反對或者批判，以及社會對於同性戀者的歧視眼光。雖然對於這類批評聲音已經漸漸緩和了下來，不過隨著1990年代網際網路以及同性戀討論網站的興起仍然會有一些反對Yaoi作品的聲音出現。例如在2003年時，羅徹斯特大學教授溝口彰子在發表其對於Yaoi作品的研究時，便稱它為「不現實的同性戀宣傳」。
另一個變態作品之中常被研究的題材，便是故事之中的女性角色其地位問題，原因在於許多成人作品的性愛場景往往是在強迫式性關係或者是在以各種方式屈辱的情況之下所進行的。與西方世界的色情產品內容多是強調一名男子與一名女子共同性交，且相互在性愛之中獲得愉悅感相比，日本作品之中的女性角色在性愛時最常出現的台詞有「好痛（痛い）」、「不行了」、「要去了（いく）」以及「不要（やめて）」等，且故事情節中彷彿要讓女性角色感到強烈的羞恥感。此外在劇情中也時常出現婦女被以板球球棒、網球球拍、刀劍、瓶子、棍棒等生活用具強姦的內容，或者是包括冰淇淋、蠟燭、書寫用具、書法毛筆、魔術棒、攝影機、放大鏡或望遠鏡使用於性愛場景中。在性愛之中使用這類器具的畫面最早便出現在1960年代的成人電影之中，之後這一趨勢便不斷擴展而於1970年代到1980年代間的變態漫畫以及變態動畫之中廣泛存在著，到了1990年代初期這一興趣的風潮才漸漸停歇，而漸漸消退著。然而針對這種類型的變態作品出現，研究學者始終抱持著不同意見與看法。例如研究這一議題的著名教授蘇珊·納皮爾（Susan J. Napier）便認為這類變態內容的出現，是由於日本社會之中存在著複雜的支配（Female dominance）與從屬關係，其中男性和女性在一些層次結構上時常發生衝突，且兩性之間「男性並不是永遠於頂點之上」。蘇珊·納皮爾亦認為變態作品中的男性角色可以分為如戀尿布者般被動的「性愛觀察者」，以及十分強化男性特點的「菲勒斯般的惡魔」兩種類型。她還提到：
|  | 通常許多變態作品將女人的身體作為折磨和酷刑的對象，雖然也可以看見一些女性有反抗的意見，但往往無法阻擋這一暴力力量的侵犯。 |

網站AnimeNation的專欄作家約翰·奧比利加（John Oppliger）則認為日本主要是父權社會，許多生活領域幾乎都是由男人所主導。但隨著日本社會不斷邁向現代化，因此如同許多現代化國家一般社會對於性別平等且相互尊重的價值觀念愈趨盛行，這間接影響了日本社會本身的階層關係，也讓「男人主宰一切的慾望遭到架空」。因此許多男性便希望能藉由變態作品之中所強調的男性優勢，來彌補男性自身對於陽剛之氣有無的信心缺乏問題。約翰·奧比利加還提到在日本傳統社會中強調「細心、敏銳以及有禮貌」，而變態商品的出現可以讓人們在安全範圍之內，滿足自己遭到壓抑、具侵略本質的性慾望需求。另一方面，齋藤環則認為男性統治地位的提高是每個色情產品常見的問題之一，但研究者不應該一直將重點安置於其上。根據他本人的調查研究則指出，絕大多數的男人都會對於變態產物的故事內容感到享受與滿足，但在現實生活之中並沒有男性擁有強迫女性與其發生性愛接觸的慾望。一些意見則認為激情的變態故事可以被解釋成為一種不成熟的情感表達方式，原因在於無法與真實世界的人群建立交流關係。而有些案例之中這些愛好者甚至完全不想與真實世界的人們建立交流的管道，而寧願與虛擬的變態作品共處在個人世界之中。

## 外部連結
- A Short History of‘Hentai’ （页面存档备份，存于）（英文）
- Banzaihentai.net（英文）
- Hentai: The Past and Present （页面存档备份，存于）（英文）
- Hentai :変態【へんたい】 （页面存档备份，存于）（英文）
- The（Almost）Complete Japanzine Dictionary of Japan Sex （页面存档备份，存于）（英文）
- H ne signifie pas Hentai（法文）